# 日本酒の銘柄一覧
日本酒の銘柄一覧（にほんしゅのめいがらいちらん）。本項では日本酒の銘柄を一覧記事として記す。

## 銘柄一覧

### 北海道
田中酒造（小樽市）
- 小樽の貴醸酒（おたるのきじょうしゅ）
- 亀甲蔵大吟醸（きっこうぐらだいぎんじょう）
- 寳川（たからがわ）
- 七年貯熟古酒（しちねんちょじゅくこしゅ）

男山（旭川市）
- 男山（おとこやま）

高砂酒造（旭川市）
- 国士無双（こくしむそう）

合同酒精旭川工場（旭川市）
- 大雪乃蔵（たいせつのくら）
- 北の誉（きたのほまれ）

小林酒造（夕張郡栗山町）
- 北の錦（きたのにしき）
- 北のろまん（きたのろまん）
- 吟風（ぎんぷう）
- くらまち
- 北斗随想（ほくとずいそう）
- 北海二七八（ほっかいにーななはち）
- まる田（まるた）
- 雪晒（ゆきさらし）

株式会社江別商会（江別市）
- 江別の詩（えべつのうた）
- ななかまど

金滴酒造（樺戸郡新十津川町）
- おのらの酒（おのらのさけ）
- 北の微笑（きたのほほえみ）
- きらら397（きららさんきゅうなな）
- 金滴（きんてき）
- 雫の浪漫（しずくのろまん）
- 瑞鳳（ずいほう）
- 杜氏の夢呑（とうじのゆめのみ）
- 徳富（とっぷ）
- 冬凪（ふゆなぎ）
- 微笑一献（ほほえみいっこん）
- 雪だるま（ゆきだるま）
- 夢きらら（ゆめきらら）
- 夢滴（ゆめしずく）

碓氷勝三郎商店（根室市）
- 北の勝（きたのかつ）

國稀酒造（増毛町）
- 國稀（くにまれ）
- 北海鬼ころし（ほっかいおにころし）
- 雪のかおり（ゆきのかおり）

日本清酒（札幌市）
- 千歳鶴（ちとせつる）

二世古酒造（倶知安町）
- 二世古（にせこ）

福司酒造（釧路市）
- 福司（ふくつかさ）
- 海底力（そこヂカラ）
- 花華（はなはな）
- 北輝光（ほっきこう）
- 海霧（うみぎり）
- 霧氷（むひょう）
- 霧小町（きりこまち）
- 千羽鶴（せんばつる）
- しつげん（しつげん）
- 鮭ひれ酒（さけひれさけ）
- ポンエペレ（ポンエペレ）
- 拾八（じゅうはち）
- “く”しろうさぎ（“く”しろうさぎ）
- 鶴（つる）

山田酒造（北見市）
- 摩周（ましゅう）

### 青森県
六花酒造（弘前市）
- じょっぱり

三浦酒造（弘前市）
- 豊盃（ほうはい）
- ん（ん）

斎藤酒造（弘前市）
- 霊峰（れいほう）
- 雪の白神（雪の白神）
- 津軽の祭り（つがるのまつり）
- 北のまほろば（きたのまほろば）
- 六根（ろっこん）

吉井酒造（弘前市）
- 吉野桜（よしのさくら）

寿酒造（弘前市）
- 寿（ことぶき）

丸竹酒造（弘前市）
- 白神のロマン（しらかみのろまん）

白神酒造（弘前市）
- 白神（しらかみ）

八戸酒造（八戸市）
- 田心（でんしん）
- 福牡丹（ふくぼたん）
- 陸奥男山（むつおとこやま）
- 陸奥八仙（むつはっせん）

八戸酒類八鶴工場（八戸市）
- 八鶴（はちつる）
- 海の樹ロマン（うみのきろまん）

八戸酒類みなと工場（八戸市）
- 蔵の物語（くらのものがたり）

八戸酒類花開工場（八戸市）
- 俵づみ（たわらづみ）

八戸酒類五戸工場（三戸郡五戸町）
- 如空（じょくう）
- 秋あがり（あきあがり）

西田酒造店（青森市）
- 喜久泉（きくいずみ）
- 田酒（でんしゅ）

盛庄酒造店（上北郡七戸町）
- 駒泉（こまいずみ）特別純米酒
- 作田（さくた）特別純米酒

十和田正宗盛喜（上北郡七戸町）
- 十和田正宗（とわだまさむね）

桃川（上北郡おいらせ町）
- 桃川（ももかわ）純米

関乃井酒造（むつ市）
- 関乃井（せきのい）

鳩正宗（十和田市）
- 鳩正宗（はとまさむね）
- 八甲田おろし（はっこうだおろし）

中村亀吉（黒石市）
- 津軽娘（つがるむすめ）
- 亀吉（かめきち）
- 玉垂（たまだれ）
- ねぶた囃子（ねぶたばやし）

尾崎酒造（西津軽郡鰺ヶ沢町）
- 安東水軍（あんどうすいぐん）
- 神の座（かみのざ）
- 白神のしずく（しらかみのしずく）

長内酒造店（つがる市）
- 明ケ烏（あけがらす）

鳴海醸造店（黒石市）
- 稲村屋文四郎
- 稲村屋
- 菊乃井

### 岩手県
吾妻嶺酒造（紫波郡紫波町）
- 吾妻嶺（あづまみね）
- 悠楽（ゆうらく）
- 鸛（こうのとり）

月の輪酒造店（紫波郡紫波町）
- 月の輪（つきのわ）
- 宵の月（よいのつき）
- もちっ娘（もちっこ）

広田酒造店（紫波郡紫波町）
- 広喜（ひろき）

高橋酒造店（紫波郡紫波町）
- 堀の井（ほりのい）

あさ開（盛岡市）
- あさ開（あさびらき）
- 旭扇（きょくせん）
- 夢灯り（ゆめあかり）

桜顔酒造（盛岡市）
- 桜顔（さくらがお）
- 北国の恋人（きたぐにのこいびと）
- 北の寒桜（きたのかんざくら）

菊の司酒造（盛岡市）
- 菊の司（きくのつかさ）
- 七福神（しちふくじん）

川村酒造店（花巻市）
- 南部関（なんぶぜき）
- 酉与右衛門（よえもん）

磐乃井酒造（一関市）
- 磐乃井（いわのい）

世嬉の一酒造（一関市）
- 世嬉の一（せきのいち）

両磐酒造（一関市）
- 関山（かんざん）

喜久盛酒造（北上市）
- 喜久盛（きくざかり）
- 鬼剣舞（おにけんばい）
- 鹿踊り（ししおどり）
- 北上夜曲（きたかみやきょく）
- 電気菩薩（でんきぼさつ）

南部美人（二戸市）
- 南部美人（なんぶびじん）

福来 （久慈市）
- 福来（ふくらい）

わしの尾（八幡平市）
- 鷲の尾（わしのお）
- 雋（せん）

泉金酒造（下閉伊郡岩泉町）
- 龍泉 八重桜（りゅうせん やえざくら）

菱屋酒造（宮古市）
- 千両 男山（せんりょう おとこやま）

浜千鳥（釜石市）
- 浜千鳥（はまちどり）

赤武酒造（盛岡市）
- 浜娘（はまむすめ）

酔仙酒造（陸前高田市）
- 酔仙（すいせん）
- 雪っこ（ゆきっこ）

天瓢（奥州市）
- 天瓢（てんぴょう）※銘柄の権利譲渡により、天瓢銘柄は2008年3月から岩手銘醸㈱から販売されている。
- 蒼天（そうてん）
- 阿弖流爲（あてるい）

岩手銘醸（奥州市）
- 岩手誉（いわてほまれ）
- 草庵諸白

紫波酒造店（紫波郡紫波町）
- 廣喜（ひろき）
- 紫宙（しそら）

### 宮城県
新澤醸造店（大崎市）
- 愛宕の松（あたごのまつ）
- 伯楽星（はくらくせい）【純米大吟醸、特別純米】

一ノ蔵（大崎市）
- 一ノ蔵（いちのくら）

寒梅酒造（大崎市）
- 宮寒梅（みやかんばい）

森民酒造店（大崎市）
- 森泉（もりいずみ）

佐浦（塩竈市）
- 浦霞（うらかすみ）

阿部勘酒造店（塩竈市）
- 阿部勘（あべかん）
- 於茂多加（おもたか）男山

麹屋酒造店（塩竈市）
- 福釜（ふくがま）

千田酒造（栗原市）
- 栗駒山（くりこまやま）
- 奥鶴（おくつる）

金の井酒造（栗原市）
- 綿屋（わたや）
- 金の井（かねのい）

萩野酒造（栗原市）
- 萩の鶴（はぎのつる）

はさまや酒造店（栗原市）
- 桂泉（けいせん）

仙台伊澤家 勝山酒造（仙台市）
- 勝山（かつやま）
- 戦勝政宗（せんしょうまさむね）

森民總本家（仙台市）
- 森乃菊川（もりのきくかわ）

石川酒造店（石巻市）
- 北上川（きたかみがわ）

平孝酒造（石巻市）
- 新関（しんぜき）
- 日高見（ひたかみ）

墨廼江酒造（石巻市）
- 墨廼江（すみのえ）

角星（気仙沼市）
- 金紋両國（きんもんりょうごく）
- 水鳥記

男山本店（気仙沼市）
- 伏見男山

大沼酒造店（柴田郡村田町）
- 乾坤一（けんこんいち）

川敬商店（遠田郡美里町）
- 黄金澤（こがねさわ）

蔵王酒造（白石市）
- 蔵王（ざおう）

石越醸造（登米市）
- 澤乃泉（さわのいずみ）

大和蔵酒造（黒川郡大和町）
- 大和蔵（たいわぐら）
- 雪の松島（ゆきのまつしま）

内ヶ崎酒造店（富谷市）
- 鳳陽（ほうよう）
- みやぎ萩（みやぎはぎ）

中勇酒造店（加美郡加美町）
- 鳴瀬川（なるせがわ）
- 天上夢幻（てんじょうむげん）【大吟醸、純米大吟醸、純米吟醸】
- 夢幻（むげん）【大吟醸、吟醸原酒、純米酒】

田中酒造店（加美郡加美町）
- 真鶴（まなつる）

山和酒造店（加美郡加美町）
- わしが國（わしがくに）
- 瞑想水（めいそうすい）【大吟醸、純米吟醸】

### 秋田県
山本合名会社（山本郡八峰町）
- 白瀑（しらたき）

喜久水酒造（能代市）
- 喜久水（きくすい）

舞鶴酒造（横手市）
- 朝乃舞（あさのまい）

浅舞酒造（横手市）
- 天の戸（あまのと）

阿桜酒造（横手市）
- かまくら

備前酒造（横手市）
- 大納川（だいながわ）

日の丸醸造（横手市）
- まんさくの花（まんさくのはな）

刈穂酒造（大仙市）
- 刈穂（かりほ）

奥田酒造店（大仙市）
- 千代緑（ちよみどり）
- 超神ネイガーの酒
- だじゃく組合謹製の酒

出羽鶴酒造（大仙市）
- 出羽鶴（でわつる）

鈴木酒造店（大仙市）
- 秀よし（ひでよし）
- 賢人（けんじん）

福乃友酒造（大仙市）
- 福乃友（ふくのとも）

金紋秋田酒造（大仙市）
- 山吹（やまぶき）

秋田誉酒造（由利本荘市）
- 秋田誉（あきたほまれ）

佐藤酒造店（由利本荘市）
- 出羽の冨士（でわのふじ）

天寿酒造（由利本荘市）
- 天寿（てんじゅ）

齋彌酒造店（由利本荘市）
- 由利正宗（ゆりまさむね）
- 雪の茅舎（ゆきのぼうしゃ）

新政酒造（秋田市）
- 新政（あらまさ）
- 吟華千輪（ぎんかせんりん）

秋田酒類製造（秋田市）
- 高清水（たかしみず）
- しみずの舞（しみずのまい）

秋田県醗酵工業（湯沢市）
- 一滴千両（いってきせんりょう）

秋田銘醸（湯沢市）
- 爛漫（らんまん）

両関酒造（湯沢市）
- 両関（りょうぜき）

小玉醸造（潟上市）
- 太平山（たいへいざん）

栗林酒造店（仙北郡美郷町）
- 春霞（はるかすみ）

飛良泉本舗（にかほ市）
- 飛良泉（ひらいづみ）
- 欅倉（けやきぐら）
- 氷瓦（ひょうが）

福禄寿酒造（南秋田郡五城目町）
- 福祿寿（ふくろくじゅ）

北鹿（大館市）
- 北鹿（ほくしか）

木村酒造 （湯沢市）
- 福小町（ふくこまち）
- 角右衛門（かくえもん）

### 山形県
（株）オードヴィ庄内（酒田市）
- 金の蔵
- 銀の蔵
- 青の蔵
- 飛翔
- 浮世絵美人
- 槽前酒
- 清泉川
- 占飲ひとりじめ

酒田酒造（株）（酒田市）
- 上喜元（じょうきげん）

東北銘醸（株）（酒田市）
- 初孫（はつまご）大吟醸
- 初孫 純米吟醸 いなほ
- 初孫 純米本辛口 魔斬（まきり）
- 初孫 熟成酒 古酒三歳（こしゅさんさい）

加藤喜八郎酒造（株）（鶴岡市）
- 大山（おおやま）純米大吟醸 ため息といき
- 大山 特別純米 平成の宴（へいせいのうたげ）
- 貴一本
- ささの舞
- 愛のすず風
- 大希望
- 飛切

亀の井酒造（株）（鶴岡市）
- 霊峰月山
- 亀の井
- くどき上手
- 酒未来
- 出羽燦々

（株）小屋（こや）酒造（最上郡大蔵村）
- 大吟醸 絹
- 吟醸 花羽陽（はなうよう）

月山（がっさん）酒造（株）（寒河江市）
- 銀嶺（ぎんれい）月山 大吟醸
- 銀嶺月山 吟醸 月山の花（がっさんのはな）
- 銀嶺月山 吟醸 月天酔（つきてんすい）
- 銀嶺月山 純米吟醸 月山の雪
- 銀嶺月山 本醸造 生原酒 槽前酒（ふなまえざけ）（季節限定品）

千代寿虎屋（ちよことぶきとらや）酒造（株）（寒河江市）
- 千代寿 純米 寒河江（さがえ）の荘

古澤酒造（株）（寒河江市）
- 紅花屋 重兵衛 大吟醸

高木酒造（株）（村山市）
- 十四代（じゅうよんだい）

楯の川酒造（株）（酒田市）
- 楯の川（たてのかわ）

（株）六歌仙（ろっかせん）（東根市）
- 手間暇（てまひま）
- 六歌仙（ろっかせん）
- 山法師（やまほうし）
- 刻々（つれづれ）
- 大地響（だいちのひびき）

出羽桜（でわざくら）酒造（株）（天童市）
- 出羽桜 純米吟醸 出羽燦々誕生記念（でわさんさんたんじょうきねん）
- 出羽桜 吟醸 桜花吟醸（おうかぎんじょう）
- 出羽桜 純米 一耕（いっこう）

男山（おとこやま）酒造（株）（山形市）
- 羽陽（うよう）男山 大吟醸 壷天（こてん）
- 羽陽男山 純米大吟醸 澄天（ちょうてん）
- 羽陽男山 純米大吟醸 赤烏帽子（あかえぼし）
- 羽陽男山 純米吟醸 DEWA33夢がたり

（有）秀鳳（しゅうほう）酒造場（山形市）
- 秀鳳 大吟醸
- 秀鳳 特別純米 雄町
- 吟湶 純米吟醸
- 庄五郎 特別本醸造

寿虎屋（ことぶきとらや）酒造（株）（山形市）
- 霞城寿（かじょうことぶき）大吟醸 寿久蔵（じゅきゅうくら）
- 霞城寿 大吟醸 雄町（おまち）
- 霞城寿 純米吟醸 DEWA33
- 霞城寿 純米吟醸
- 三百年の掟やぶり（本醸造 無ろか槽前（ふなまえ）原酒）

米鶴（よねつる）酒造（株）（東置賜郡高畠町）
- 米鶴 大吟醸 巨匠（きょしょう）
- 米鶴 大吟醸 F1（えふわん）
- 米鶴 純米大吟醸 亀粋（きっすい）
- 米鶴 純米大吟醸 亀の尾（かめのお）
- 米鶴 純米大吟醸 自然流（じねんりゅう）
- 米鶴 純米吟醸 まほろば

樽平（たるへい）酒造（株）（東置賜郡川西町）
- 樽平 純米大吟醸
- 住吉（すみよし）純米大吟醸

（株）渡會（わたらい）本店（鶴岡市）
- 出羽ノ雪

（株）小嶋総本店（米沢市）
- 東光（とうこう）
- 左利き
- 東光レトロ
- 花一輪 純米吟醸
- 直江兼続公の前立て「愛」
- なせば成る
- 米澤
- 美味酒
- 星の降る里
- ぽっちゃり美人スイート
- 東光生酒
- 東光上撰
- 生貯蔵酒蔵出し原酒
- 精撰鬼ころし
- 吟醸生酒涼風だより
- 桃色にごり酒
- 枯恍酒
- 秘蔵古酒
- 東光正宗
- 日本響
- 洌

加茂川酒造（株）（西置賜郡白鷹町）
- 加茂川
- 日の出加茂川
- 久保桜
- 瑞露鷹山

野澤酒造店（西置賜郡小国町）
- 羽前桜川

菊勇（きくいさみ）（株）（酒田市）
- 秘伝
- 蔵一番
- 栄冠

新藤酒造店（米沢市）
- 九郎左衛門（くろうざえもん）
- 雅山流（がざんりゅう）
- 裏・雅山流（うら・がざんりゅう）
- 千山万水

鈴木酒造店長井蔵（長井市）※2011年東洋酒造から社名変更
- 磐城壽（いわきことぶき）[注 1]
- 一生幸福
- 親父の小言
- 土耕ん醸（どこんじょう）
- 鄙の影法師
- 甦る

若乃井酒造（株）（飯豊町）
- 若乃井
- 若泉
- 風彡(ふうさん)
- えびす寿
- 飯豊山
- 天狗山

和田酒造（資）
- あら玉

長沼合名会社
- 惣邑
- 小桜
- 惣右衛門

### 福島県
榮川酒造（会津若松市）
- 榮川（えいせん）
- 榮四郎
- 雷神光
- 龍ケ沢
- 磐梯しぼり

名倉山酒造（会津若松市）
- 月弓（げっきゅう）
- 善き哉（よきかな）

高橋庄作酒造店（会津若松市）
- 会津娘

花春酒造（会津若松市）
- 花春
- 夢の香
- 荒城の月

宮泉銘醸（会津若松市）
- 宮泉（みやいずみ）
- 写楽（しゃらく）

末廣酒造（会津若松市）
- 末廣（すえひろ）
- 玄宰（げんさい）

鶴の江酒造（会津若松市）
- 会津中将（あいづちゅうしょう）
- ゆり

辰泉酒造（会津若松市）
- 京の華（きょうのはな）
- 会津流（あいづながれ）

山口合名会社（会津若松市）
- 会州一（かいしゅういち）

白井酒造（会津美里町）
- 萬代芳（ばんだいほう）

大和川酒造店（喜多方市）
- 弥右衛門（やえもん）
- 大和川（やまとがわ）
- いのち

ほまれ酒造（喜多方市）
- 会津ほまれ（あいづ - ）

夢心酒造（喜多方市）
- 夢心（ゆめごころ）
- 奈良萬（ならまん）
- 夢の香（ゆめのかおり）

小原酒造（喜多方市）
- 蔵粋（くらしっく）

峰の雪酒造場（喜多方市）
- 峰の雪（みねのゆき）

吉の川酒造店（喜多方市）
- 会津吉の川（あいづよしのかわ）

喜多の華酒造場（喜多方市）
- きたのはな

笹正宗酒造（喜多方市）
- 笹正宗

廣木酒造本店（会津坂下町）
- 泉川（いずみかわ）
- 飛露喜（ひろき）

曙酒造（会津坂下町）
- 天明（てんめい）
- 一生青春（いっしょうせいしゅん）

豊国酒造（会津坂下町）
- 學十郎（がくじゅうろう）
- 真実（しんじつ）

国権酒造（南会津郡南会津町）
- 國権（こっけん）

会津酒造（南会津郡南会津町）
- 金紋会津（きんもんあいづ）
- 田島（たじま）
- 凛（りん）

花泉酒造（南会津郡南会津町）
- 花泉（はないずみ）

開当男山酒造（南会津郡南会津町）
- 開當男山（かいとうおとこやま）

稲川酒造（耶麻郡猪苗代町）
- 七重郎（しちじゅうろう）

磐梯酒造（耶麻郡磐梯町）
- 磐梯山（ばんだいさん）

栄川酒造（耶麻郡西会津町）
- 栄川（さかえがわ）

金水晶酒造（福島市）
- 金水晶（きんすいしょう）

奥の松酒造（二本松市）
- 奥の松（おくのまつ）

檜物屋酒造店（二本松市）
- 千功成（せんこうなり）

大七酒造（二本松市）
- 大七（だいしち）

人気酒造（二本松市）
- 人気一（にんきいち）

大天狗酒造（本宮市）
- 大天狗（だいてんぐ）
- もとみや
- 奥州二本松（おうしゅうにほんまつ）

三春酒造（田村郡三春町）
- 三春駒（みはるごま）

玄葉本店（田村市）
- あぶくま

仁井田本家（郡山市）
- 金宝自然酒（きんぽうしぜんしゅ）
- 穏（おだやか）

笹の川酒造（郡山市）
- 笹の川（ささのかわ）

渡辺酒造本店（郡山市）
- 雪小町（ゆきこまち）
- 雪村桜（せっそんざくら）

佐藤酒造店（郡山市）
- 藤乃井（ふじのい）

若関酒造（郡山市）
- 若関（わかぜき）

寿々乃井酒造店（岩瀬郡天栄村）
- 寿々乃井（すずのい）

松崎酒造天（岩瀬郡天栄村）
- 廣戸川（ひろとがわ）

千駒酒造（白河市）
- 千駒（せんこま）

大谷忠吉本店（白河市）
- 白陽（はくよう）

有賀醸造（白河市）
- 左馬（ひだりうま）

藤井酒造店（東白川郡矢祭町）
- 南郷（なんごう）

藤田屋本店（東白川郡棚倉町）
- 福賑榮（ふくにぎわい）

大木代吉本店 (西白河郡矢吹町)
- 楽器正宗（がっきまさむね）

豊國酒造（石川郡古殿町）　
- 東豊國（あずまとよくに）

若清水酒造（石川郡平田村）
- 若清水（わかしみず）

太平桜酒造（いわき市）
- 太平櫻（たいへいざくら）

四家酒造店（いわき市）
- 又兵衛（またべえ）

小野酒造店（いわき市）
- 四時川（しどきがわ）

### 茨城県
磯蔵酒造（笠間市）
- 稲里（いなさと）

笹目宗兵衛商店（笠間市）
- 二波山 松緑（まつみどり）

須藤本家株式会社（笠間市）
- 郷乃譽（さとのほまれ）

浦里酒造（つくば市）
- 霧筑波（きりつくば）

稲葉酒造（つくば市）
- すてら

安井酒造（つくば市）
- 住の江（すみのえ）

冨永酒造（常陸太田市）
- 剛烈（ごうれつ）

井坂酒造（常陸太田市）
- 日乃出鶴（ひのでつる）

岡部合名会社（常陸太田市）
- 松盛（まつざかり）

白菊酒造（石岡市）
- 白菊（しらぎく）

石岡酒造（石岡市）
- 白鹿（はくしか）
- 筑波（つくば）

府中誉酒造（石岡市）
- 渡舟（わたりぶね）

田中酒造店（取手市）
- 君萬代（きみばんだい）

金門酒造（取手市）
- 金門（きんもん）

森島酒造（日立市）
- 大観（たいかん）

日渡酒造（日立市）
- 至寶（しほう）

野村醸造（常総市）
- 紬美人（つむぎびじん）

山中酒造店（常総市）
- 一人娘（ひとりむすめ）

吉久保酒造（水戸市）
- 一品（いっぴん）

瀧田酒造（水戸市）
- 三ツ扇（みつおおぎ）

村井醸造（桜川市）
- 公明（こうめい）

青木酒造（古河市）
- 御慶事（ごけいじ）

愛友酒造（潮来市）
- 友七（ともしち）

武勇（結城市）
- 武勇（ぶゆう）

結城酒造（結城市）
- 結（ゆい）
- 富久福（ふくふく）

来福酒造（筑西市）
- 来福（らいふく）

### 栃木県
出典:栃木県酒造組合
鳳鸞酒造（大田原市）
- 鳳鸞（ほうらん）

天鷹酒造（大田原市）
- 天鷹（てんたか）

渡邊酒造（大田原市）
- 旭興（きょくこう）

菊の里酒造（大田原市）
- 菊の里（きくのさと）

池島酒造（大田原市）
- 池錦（いけにしき）

平山酒造店（大田原市）
- 藤の盛（ふじのもり）

宇都宮酒造（宇都宮市）
- 四季桜（しきさくら）

虎屋本店（宇都宮市）
- 菊（きく）

井上清吉商店（宇都宮市）
- 澤姫（さわひめ）

小林杢三郎商店（宇都宮市）
- 大英勇（だいえいゆう）

外池荘五郎商店（宇都宮市）
- 東錦（あずまにしき）

小林酒造（小山市）
- 鳳凰金賞（ほうおうきんしょう）
- 鳳凰美田（ほうおうびでん）

三福酒造（小山市）
- 三福（さんぷく）

杉田酒造（小山市）
- 雄東正宗（ゆうとうまさむね）

西堀酒造（小山市）
- 若盛（わかさかり）
- 門外不出（もんがいふしゅつ）

若駒酒造（小山市）
- 若駒（わかこま）

相沢酒造（佐野市）
- 愛乃澤（あいのさわ）

第一酒造（佐野市）
- 開華（かいか）

吉井酒造（佐野市）
- 初戎（はつえびす）

星野酒造（栃木市）
- 国光正宗（こっこうまさむね）

北関酒造（栃木市）
- 北冠（ほっかん）

渡邊佐平商店（日光市）
- 清開（せいかい）

片山酒造（日光市）
- 柏盛（かしわざかり）

森戸酒造（矢板市）
- 十一正宗（じゅういちまさむね）

富川酒造店（矢板市）
- 忠愛（ちゅうあい）

松井酒造店（塩谷郡塩谷町）
- 松の寿（まつのことぶき）

小島酒造店（塩谷郡塩谷町）
- かんなびの里（かんなびのさと）

阿部酒造店（芳賀郡茂木町）
- 千代の白菊（ちよのしらぎく）

辻善兵衛商店（真岡市）
- 桜川（さくらがわ）

熊久保商店（那須塩原市）
- 那須野泉（なすのいずみ）

せんきん（さくら市）
- 仙禽（せんきん）

島崎酒造（那須烏山市）
- 東力士（あずまりきし）

白相酒造（那須郡那珂川町）
- 福寿松の井（ふくじゅまつのい）

惣誉酒造（芳賀郡市貝町）
- 惣誉（そうほまれ）

外池酒造店（芳賀郡益子町）
- 燦爛（さんらん）

飯沼銘醸（栃木市）
- 杉並木（すぎなみき）

大平酒造（栃木市）
- 黒龍（こくりゅう）

相良酒造（栃木市）
- 朝日栄（あさひさかえ）

### 群馬県
今井酒造店
- 上州風まかせ（じょうしゅうかぜまかせ）

近藤酒造（みどり市）
- 赤城山（あかぎさん）

龍神酒造（館林市）
- 尾瀬の雪どけ（おぜのゆきどけ）

龍神酒造（館林市）
- 龍神（りゅうじん）

島岡酒造（太田市）
- 群馬泉（ぐんまいずみ）

井田酒造（佐波郡玉村町）
- 不盡泉（ふじいずみ）

高井（藤岡市）
- 巌（いわお）

松屋酒造（藤岡市）
- 當選（とうせん）

岡村（高崎市）
- 泉末廣（いずみすえひろ））

牧野酒造（高崎市）
- 大盃（おおさかずき）

野田酒造店（前橋市）
- 加茂川（かもがわ）

七ッ星醸造（前橋市）
- 暴れ獅子（あばれじし）

柳沢酒造（前橋市）
- 桂川（かつらがわ）

柿崎屋馬場酒造（前橋市）
- 群馬誉（ぐんまほまれ）

柴崎酒造（北群馬郡吉岡町）
- 船尾瀧（ふなおたき）

聖酒造（渋川市）
- 関東の華（かんとうのはな）

永井本家（沼田市）
- 利根錦（とねにしき）

永井酒造（利根郡川場村）
- 水芭蕉（みずばしょう）

永井酒造（利根郡川場村）
- 谷川岳（たにがわだけ）

永井酒造（利根郡川場村）
- 力鶴（ちからつる）

土田酒造（利根郡川場村）
- 誉國光（ほまれこっこう）

貴娘酒造（吾妻郡中之条町）
- 貴娘（きむすめ）

浅間酒造（吾妻郡長野原町））
- 秘幻（ひげん）

### 埼玉県
南陽醸造株式会社（羽生市）
- 花陽浴（はなあび）

株式会社東亜酒造（羽生市）
- 晴菊武州（はれぎくぶしゅう）

株式会社釜屋（加須市）
- 力士（りきし）

清水酒造株式会社（加須市）
- 花菱（はなびし）

神亀酒造（蓮田市）
- 神亀（しんかめ）
- ひこ孫（ひこまご）
- 仙亀（せんかめ）

清龍酒造（蓮田市）
- 清龍（せいりゅう）

寒梅酒造（久喜市）
- 寒梅（かんばい）

石井酒造株式会社（幸手市）
- 豊明（ほうめい）

内木酒造株式会社（さいたま市桜区）
- 旭正宗（あさひまさむね）

大瀧酒造（さいたま市見沼区）
- 九重桜（ここのえさくら）

株式会社小山本家酒造（さいたま市西区）
- 金紋世界鷹（きんもんせかいたか）

鈴木酒造株式会社（さいたま市岩槻区）
- 万両（まんりょう）

株式会社文楽（上尾市）
- 文楽（ぶんらく）

麻原酒造株式会社（入間郡毛呂山町）
- 琵琶のさゝ浪（びわのさざなみ）

有限会社佐藤酒造店（入間郡越生町）
- 越生梅林（おごせばいりん）

越生酒造合資会社（入間郡越生町）
- 来陽（らいよう）

小江戸鏡山酒造株式会社（川越市）
- 鏡山（かがみやま）

五十嵐酒造（飯能市）
- 天覧山（てんらんざん）

武蔵鶴酒造株式会社（比企郡小川町）
- 武蔵鶴（むさしつる）

晴雲酒造株式会社（比企郡小川町）
- 晴雲（せいうん）

松岡酒造株式会社（比企郡小川町）
- 帝松（みかどまつ）

矢尾本店（秩父市）
- 秩父錦（ちちぶにしき）

武甲酒造（秩父市）
- 武甲正宗（ぶこうまさむね）

秩父菊水酒造株式会社（秩父市）
- 秩父小次郎（ちちぶこじろう）

権田酒造株式会社（熊谷市）
- 直実（なおざね）

滝澤酒造株式会社（深谷市）
- 菊泉（きくいずみ）

丸山酒造株式会社（深谷市）
- 金大星正宗（きんたいぼしまさむね）

株式会社藤橋藤三郎商店（深谷市）
- 東白菊（あずましらぎく）

株式会社藤﨑摠兵衛商店（大里郡寄居町）
- 白扇（はくせん）

川端酒造（行田市）
- 桝川（ますかわ）

横田酒造株式会社（行田市）
- 日本橋（にほんばし）

長澤酒造株式会社（日高市）
- 高麗王（こまおう）

株式会社横関酒造店（児玉郡美里町）
- 天仁（てんじん）

関口酒造合名会社（北葛飾郡杉戸町）
- 杉戸宿（すぎとじゅく）

有馬錦酒造株式会社（飯能市）
- 有馬錦（ありまにしき）

### 千葉県
飯田本家（香取市）
- 大姫（おおひめ）

東薫酒造（香取市）
- 東薫（とうくん）
- 叶（かのう）
- 卯兵衛の酒（うへえのさけ）
- 二人静（ふたりしずか）
- 夢と幻の物語（ゆめとまぼろしのものがたり）

馬場本店（香取市）
- 雪山（せつざん）
- 海舟散人（かいしゅうさんじん）

（株）寺田本家（香取郡神崎町）
- 五人娘（ごにんむすめ）
- 香取（かとり）

鍋店（株）（香取郡神崎町）
- 仁勇（じんゆう）
- 不動（ふどう）

（株）滝沢本店（成田市）
- 長命泉（ちょうめいせん）

（株）飯沼本家（酒々井町）
- 甲子正宗（きのえねまさむね）

小林酒造（株）（銚子市）
- 祥兆（しょうちょう）

飯田酒造場（銚子市）
- 徳明（とくめい）

石上酒造（株）（銚子市）
- 銚子の誉（ちょうしのほまれ）

（株）旭鶴（田中酒造店）（佐倉市）
- 旭鶴（あさひづる）
- 佐倉城（さくらじょう）

（株）宮崎酒造店（君津市）
- 峯の精（みねのせい）

（株）須藤本家（君津市）
- 天乃原（あまのはら）

藤平酒造（資）（君津市）
- 福祝（ふくいわい）

（資）池田商店（富津市）
- 聖泉（せいせん）

守屋酒造（山武市）
- 舞桜（まいざくら）
- しだれ桜（しだれざくら）
- 平安桜（平安桜）
- 浪花盛（なにわざかり）

寒菊銘醸（山武市）
- 総乃寒菊（ふさのかんぎく）
- 夢の又夢（ゆめのまたゆめ）

花の友（株）（山武市）
- 花いちもんめ（はないちもんめ）

梅一輪酒造（株）（山武市）
- 梅一輪（うめいちりん）

稲花酒造（有）（長生郡一宮町）
- 稲花正宗（いなはなまさむね）
- 金龍稲花（きんりゅういなはな）

木戸泉酒造（株）（いすみ市）
- 木戸泉（きどいずみ）
- アフス（あふす）古酒

東灘醸造（株）（勝浦市）
- 東灘（あづまなだ）

吉野酒造（株）（勝浦市）
- 腰古井（こしごい）

豊乃鶴酒造（株）（夷隅郡大多喜町）
- 大多喜城（おおたきじょう）

岩瀬酒造（株）（夷隅郡御宿町）
- 岩の井（いわのい）

亀田酒造（株）（鴨川市）
- 寿萬亀（じゅまんがめ）
- 見返り美人（みかえりびじん）

合同酒精東京工場（松戸市）
- 富貴（ふうき）

### 東京都
野崎酒造（あきる野市）
- 喜正（きしょう）

中村酒造（あきる野市）
- 千代鶴（ちよつる）

豊島屋酒造（東村山市）
- 金婚正宗（きんこんまさむね）
- 屋守（おくのかみ）

野口酒造店（府中市）
- 国府鶴（こうづる）

小澤酒造（青梅市）
- 澤乃井（さわのい）

石川酒造（福生市）
- 多満自慢（たまじまん）

田村酒造場（福生市）
- 嘉泉（かせん）

東京港醸造 (港区)
- 江戸開城 (えどかいじょう)

小山酒造（北区）
- 丸眞正宗（まるしんまさむね）

小澤酒造場（八王子市）
- 桑乃都（くわのみやこ）

### 神奈川県
神奈川県央酒販協同組合、相模原酒販協同組合（厚木市、海老名市、相模原市など）
- 丹沢ほまれ（たんざわほまれ）

久保田酒造（相模原市緑区）
- 相模灘

清水酒造（相模原市緑区）
- 巌の泉（いわおのいずみ）
- 保土ヶ谷宿（ほどがやじゅく）
- 船越（ふなこし）

大矢孝酒造（愛川町）
- 残草蓬萊（ざるそうほうらい）
- 昇竜蓬萊（しょうりゅうほうらい）

泉橋酒造（海老名市下今泉）
- いづみ橋（いづみばし）

黄金井酒造（厚木市）
- 盛升（さかります）【大吟醸】
- 森のかけ橋（もりのかけはし）【吟醸】
- 和酒（わしゅ）【大吟醸】
- 蔵出し（くらだし）【純米吟醸】

吉川醸造（伊勢原市神戸）
- 菊勇（きくゆう）
- 雨降（あふり）

金井酒造店（秦野市）
- 白笹鼓（しらささつづみ）【大吟醸】【純米吟醸】など
- 鳳泉（おおとりいずみ）【大吟醸】
- 若水（わかみず）【純米吟醸】
- ヤマザケ
- 笹の露

熊澤酒造（茅ヶ崎市）
- 天青
- 熊沢

川西屋酒造店（山北町）
- 隆 （りゅう）
- 丹沢山

中澤酒造（松田町）
- 松みどり - 松美酉
- 亮（りょう）
- s.tokyo
- 四季の箱根

瀬戸酒造店（開成町）
- 酒田錦（さかたにしき）
- セトイチ

井上酒造（足柄上郡大井町）
- 箱根山（はこねやま）
- 夢高尾（ゆめたかお)

石井醸造（足柄上郡大井町）
- 曽我の誉（そがのほまれ）
- 箱根寒梅（はこねかんばい）
- 箱根街道（はこねかいどう)

### 新潟県
大洋酒造（村上市）
- 大洋盛（たいようざかり）

宮尾酒造（村上市）
- 〆張鶴（しめはりつる）

尾畑酒造（佐渡市）
- 真野鶴（まのづる）

加藤酒造店（佐渡市）
- 金鶴（きんつる）

佐渡銘醸（佐渡市）
- 天領盃（てんりょうはい）

北雪酒造（佐渡市）
- 北雪（ほくせつ）
- 佐渡のきりょうよし（さどのきりょうよし）

王紋酒造（新発田市）
- 王紋（おうもん）

菊水酒造（新発田市）
- 菊水（きくすい）

金升酒造（新発田市）
- 初花（はつはな）

ふじの井酒造（新発田市）
- ふじの井（ふじのい）

越後酒造場（新潟市北区）
- 甘雨（かんう）

越後伝衛門（新潟市北区）
- 伝衛門（でんえもん）

小黒酒造（新潟市北区）
- 越乃梅里（こしのばいり）

越の華酒造（新潟市中央区）
- 越の華（こしのはな）

高野酒造（新潟市西区）
- 越路吹雪（こしじふぶき）

塩川酒造（新潟市西区）
- 越の関（こしのせき）

樋木酒造（新潟市西区）
- 鶴乃友（つるのとも）

石本酒造（新潟市江南区）
- 越乃寒梅（こしのかんばい）

村祐酒造（新潟市秋葉区）
- 村祐（むらゆう）

上原酒造（新潟市西蒲区）
- 越後鶴亀（えちごつるかめ）

笹祝酒造（新潟市西蒲区）
- 笹祝（ささいわい）

福井酒造（新潟市西蒲区）
- 峰乃白梅（みねのはくばい）

越つかの酒造（阿賀野市）
- 越のあじわい（こしのあじわい）

越の日本桜酒造（阿賀野市）
- 越の日本桜（こしのにほんざくら）

白龍酒造（阿賀野市）
- 白龍（はくりゅう）

金鵄盃酒造（五泉市）
- 越後杜氏（えちごとうじ）

近藤酒造（五泉市）
- 酔星（すいせい）

下越酒造（東蒲原郡阿賀町）
- 麒麟（きりん）

麒麟山酒造（東蒲原郡阿賀町）
- 麒麟山（きりんざん）

加茂錦酒造（加茂市）
- 加茂錦（かもにしき）

マスカガミ（加茂市）
- 萬寿鏡（ますかがみ）

雪椿酒造（加茂市）
- 雪椿（ゆきつばき）

福顔酒造（三条市）
- 福顔（ふくがお）
- 五十嵐川（いからしがわ）

朝日酒造（長岡市）
- 朝日山（あさひやま）
- 越州（えつしゅう）
- 久保田（くぼた）

万寿
千寿
百寿
碧寿
紅寿
- 越のかぎろひ（こしのかぎろひ）

お福酒造（長岡市）
- お福正宗（おふくまさむね）
- 山古志（やまこし）

久須美酒造（長岡市）
- 清泉（きよいずみ）
- 祝鶴亀（いわいつるかめ）
- 亀の翁（かめのお）……『夏子の酒』に出た酒のモデル
- 亀の尾（かめのお）……酒米品種名と同じ名称の清酒
- 夏子物語（なつこものがたり）

栃倉酒造（長岡市）
- 米百俵（こめひゃっぴょう）

諸橋酒造（長岡市）
- 越乃景虎（こしのかげとら）

吉乃川（長岡市）
- 吉乃川（よしのがわ）
- 霊泉汲尽（れいせんくめどもつきづ）
- 佐渡小判（さどこばん）

石塚酒造（柏崎市）
- 姫の井（ひめのい）

原酒造（柏崎市）
- 越の誉（こしのほまれ）

新潟銘醸（小千谷市）
- 越後の長者（えちごのちょうじゃ）
- 越の寒中梅（こしのかんちゅうばい）
- 越乃花霞（こしのはながすみ）
- 長者盛（ちょうじゃざかり）

玉川酒造（魚沼市）
- 玉風味（たまふうみ）

緑川酒造（魚沼市）
- 緑川（みどりかわ）

青木酒造（南魚沼市）
- 鶴齢（かくれい）
- 雪国の酒「雪男」（ゆきぐにのさけ ゆきおとこ）……北越雪譜に登場する「雪男」にちなんだ辛口の酒。

高千代酒造（南魚沼市）
- 高千代（たかちよ）
- 巻機（まきはた）
- 天地人（てんちじん）
- 兼続（かねつぐ）

八海醸造（南魚沼市）
- 八海山（はっかいさん）

魚沼酒造（十日町市）
- 天神囃子（てんじんばやし）

松乃井酒造場（十日町市）
- 松乃井（まつのい）

加茂の井酒造（上越市板倉区）
- 加茂の井（かものい）

田中酒造（上越市）
- 能鷹（能鷹）

丸山酒造場（上越市三和区）
- 雪中梅（せっちゅうばい）

妙高酒造（上越市）
- 妙高山（みょうこうさん）

武蔵野酒造（上越市）
- スキー正宗（すきーまさむね）

よしかわ杜氏の郷（上越市吉川区）
- 有りがたし（ありがたし）
- 天恵楽（てんけいらく）
- よしかわ杜氏（よしかわ杜氏）

池田屋酒造（糸魚川市）
- 謙信（けんしん）

加賀の井酒造（糸魚川市）
- 加賀の井（かがのい）

渡辺酒造店（糸魚川市）
- 根知男山（ねちおとこやま）

君の井酒造（妙高市）
- 君の井（きみのい）

千代の光酒造（妙高市）
- 千代の光（ちよのひかり）

苗場酒造（中魚沼郡津南町）
- 苗場山（なえばさん）

津南醸造（津南町）
- 霧の塔（きりのとう）

白瀧酒造（南魚沼郡湯沢町）
- 白瀧（しらたき）
- 上善如水（じょうぜんみずのごとし）

### 富山県
株式会社桝田酒造店（富山市）
- 満寿泉（ますいずみ）

富美菊酒造株式会社（富山市）
- 富美菊（ふみぎく）
- 羽根屋（はねや）

吉乃友酒造有限会社（富山市）
- よしのとも（よしのとも）

鷹泉酒造株式会社（富山市）
- 鷹泉（たかいずみ）

福鶴酒造有限会社（富山市）
- 風の盆（かぜのぼん）

玉旭酒造有限会社（富山市）
- おわら娘（おわらむすめ）

林酒造場（朝日町）
- 黒部峡（くろべきょう）

皇国晴酒造株式会社（黒部市）
- 幻の瀧（まぼろしのたき）

銀盤酒造株式会社（黒部市）
- 銀盤（ぎんばん）

魚津酒造株式会社（魚津市）
- 北洋（ほくよう）

宮崎酒造株式会社 （滑川市）
- 蜃気楼（しんきろう）

千代鶴酒造合資会社（滑川市）
- 千代鶴（ちよづる）

有澤酒造店（上市町）
- 白緑（しろみどり）

高澤酒造場（氷見市）
- 曙（あけぼの）

有限会社清都酒造場（高岡市）
- 勝駒（かちこま）

日本晴酒造合資会社（高岡市）
- 日本晴（にほんばれ）

戸出酒造有限会社（高岡市）
- 勝鬨（かちどき）

黒田酒造株式会社（小矢部市）
- 北一（きたいち）

若鶴酒造株式会社（砺波市）
- 若鶴（わかつる）

吉江酒造株式会社（砺波市）
- 太刀山（たちやま）

合名会社若駒酒造場（南砺市）
- 若駒（わかこま）

成政酒造株式会社（南砺市）
- 成政（なりまさ）

三笑楽酒造株式会社（南砺市）
- 三笑楽（さんしょうらく）

立山酒造株式会社（砺波市）
- 立山（たてやま）
- 銀嶺立山（ぎんれいたてやま）

### 石川県
菊姫（白山市）
- 菊姫（きくひめ）白山菊酒ブランド

車多酒造（白山市）
- 天狗舞（てんぐまい）白山菊酒ブランド
- 五凛（ごりん）

吉田酒造店（白山市）
- 手取川（てどりがわ）白山菊酒ブランド

金谷酒造（白山市）'
- 高砂（たかさご）白山菊酒ブランド品

小堀酒造店（白山市）
- 萬歳楽（まんざいらく）白山菊酒ブランド

鹿野酒造（加賀市）
- 常きげん（じょうきげん）
- 益荒男（ますらお）

宮元酒造店（能美市）
- 夢醸（むじょう）

福光屋（金沢市）
- 福正宗（ふくまさむね）
- 加賀鳶（かがとび）
- 黒帯（くろおび）
- 瑞秀（みずほ）
- 百々登勢（ももとせ）
- 鏡花（きょうか）
- 風よ水よ人よ（かぜよみずよひとよ）

やちや酒造（金沢市）
- 加賀鶴（かがつる）

宗玄酒造（珠洲市）
- 宗玄（そうげん）

櫻田酒造（珠洲市）
- 初櫻（はつざくら）
- 大慶（たいけい）

松波酒造（能登町）
- 大江山（おおえやま）

数馬酒造（能登町）
- 竹葉（ちくは）

鶴野酒造（能登町）
- 谷泉（たにいずみ）

中野酒造（輪島市）
- 亀泉（かめいずみ）

鳥屋酒造（中能登町）
- 池月（いけづき）

農口酒造（能美市）
- 農口（のぐち）

### 福井県
西岡河村酒造（福井市）
- 月丸（つきまる）
- 天津神力（あまつしんりき）
- かたかごの花（かたかごのはな）

安本酒造（福井市）
- 白岳仙（はくがくせん）

毛利酒造（福井市）
- 越の桂月（こしのけいげつ）

舟木酒造（福井市）
- 北の庄（きたのしょう）

吉田金右衛門商店（福井市）
- 雲の井（くものい）

越の磯（福井市）
- 越の磯（こしのいそ）

常山酒造合資会社（福井市）
- 常山（じょうざん）
- 羽二重正宗（はぶたえまさむね）
- 白山芳水（はくさんほうすい）
- 月のしずく香月華（つきのしずくこうげっか）
- 花水仙（はなすいせん）
- 米太郎（こめたろう）
- 夢一献（ゆめいっこん）

豊酒造（鯖江市）
- 華燭（かしょく）

加藤吉平商店（鯖江市）
- 梵（ぼん）

井波酒造（鯖江市）
- 七ツ星（ななつぼし）

黒龍酒造（吉田郡永平寺町）
- 黒龍（こくりゅう）

吉田酒造（吉田郡永平寺町）
- 白龍（はくりゅう）

田邊酒造（吉田郡永平寺町）
- 越前岬（えちぜんみさき）

武生酒造（越前市）
- 平和春（へいわはる）

久保田酒造（坂井市）
- 富久駒（ふくこま）
- 一筆啓上（いっぴつけいじょう）
- 鬼作左（おにさくざ）
- 嫁おどし（よめおどし）※廃業した古鍛冶屋の銘柄を復刻製造している。

南部酒造（大野市）
- 花垣（はながき）

宇野酒造場
- 一乃谷（いちのたに）

真名鶴酒造（大野市）
- 真名鶴（まなつる）

源平酒造（大野市）
- 源平（げんぺい）

株式会社一本義久保本店（勝山市）
- 一本義（いっぽんぎ）
- 伝心（でんしん）

敦賀酒造有限会社（敦賀市）
- 福寿杯（ふくじゅはい）

三宅彦右衛門商店（美浜町）
- 早瀬浦（はやせうら）

### 山梨県
明野銘醸（北杜市）
- 開野の里（あけののさと）

武の井酒造（北杜市）
- 武の井（たけのい）

谷桜酒造（北杜市）
- 谷桜（たにざくら）

八巻酒造店（北杜市）
- 甲斐男山（かいおとこやま）

山梨銘醸（北杜市）
- 七賢（しちけん）

田辺酒造（甲州市）
- 菊星（きくぼし）

富士醗酵工業（甲州市）
- 風林火山（ふうりんかざん）

養老酒造（山梨市）
- 養老（ようろう）

石川酒造店（甲斐市）
- 登美正宗（とみまさむね）

太冠酒造（甲府市）
- 太冠（たいかん）

腕相撲酒造（笛吹市）
- 腕相撲（うでずもう）

笹一酒造（大月市）
- 笹一（ささいち）

横内酒造店（南アルプス市）
- 榊正宗（さかきまさむね）

二葉屋酒造店（西八代郡市川三郷町）
- 栴檀（せんだん）

大久保酒造本店（南巨摩郡富士川町）
- 梅が枝（うめがえだ）

萬屋醸造店（南巨摩郡富士川町）
- 春鴬囀（しゅんのうてん）

井出醸造店（南都留郡富士河口湖町）
- 甲斐の開運（かいのかいうん）

横山酒造店（南巨摩郡南部町）
- 日の出菊（ひのできく）

福徳長酒類韮崎工場（韮崎市）
- 福徳長（ふくとくちょう）
- 蔵人の譽（くらびとのほまれ）
- 富久娘（ふくむすめ）

### 長野県
大塚酒造（小諸市）
- 浅間嶽（あさまだけ）

黒澤酒造（佐久穂町）
- 井筒長（いづつちょう）

春日酒造（伊那市）
- 伊那部宿（いなべじゅく）
- 井の頭（いのかしら）

井賀屋酒造店（中野市）
- 石清水（いわしみず）

雲山銘醸（長野市）
- 雲山（うんざん）

坂井銘醸（千曲市）
- 雲山（うんざん）
- 原酒宝ケ池（げんしゅたからがいけ）
- 西之門（にしのもん）
- 夢二（ゆめじ）

玉村本店（下高井郡山ノ内町）
- 縁喜（えんぎ）

大國酒造（伊那市）
- 大國（おおくに）
- 氷河（ひょうが）
- 御馬寄（みまよせ）

長野銘醸（千曲市）
- オバステ正宗（おばすてまさむね）

市野屋商店（大町市）
- 金蘭黒部（きんらんくろべ）

今井酒造店（長野市）
- 風の露（かぜのしづく）
- 五岳（ごがく）
- 若緑（わかみどり）

酒千蔵野（長野市）
- 川中島（かわなかじま）

川中島 幻舞（かわなかじま）
- 桂正宗（かつらまさむね）

喜久水酒造（飯田市）
- 喜久水（きくすい）
- 猿庫の泉（さるくらのいずみ）
- 翠嶂（すいしょう）

湯川酒造店（木曽郡木祖村）
- 木曽路（きそじ）

岡崎酒造（上田市）
- 亀齢（きれい）
- 上田城（うえだじょう）
- 綏酔（すいすい）

山三酒造（上田市）
- 真田六文銭（さなだろくもんせん）
- 山三（やまさん）

遠藤酒造場（須坂市）
- 渓流（けいりゅう）
- 大地球（だいちきゅう）
- 養老正宗（ようろうまさむね）

桝一市村酒造場（上高井郡小布施町）
- 鴻山（こうざん）
- スクエア・ワン（すくえあ・わん）
- 白金（はっきん）
- 碧い軒（へきいけん）

高天酒造（岡谷市）
- 高天（こうてん）

沓掛酒造（上田市）
- 福無量（ふくむりょう）
- 互（ご）
- 郷の舞（さとのまい）
- 鐵の道（てつのみち）
- 真田城（さなだじょう）

伴野酒造（佐久市）
- 澤の花（さわのはな）
- Beau Michelle（ボー・ミッシェル）

宮島酒店（伊那市）
- 信濃錦（しなのにしき）

笑亀酒造（塩尻市）
- 笑亀（しょうき）
- 嘉根満（かねまん）
- からから大王（からからだいおう）
- からから帝王（からからていおう）

舞姫（諏訪市）
- 信州舞姫（しんしゅうまいひめ）

EH酒造（安曇野市）
- 酔園（すいえん）

杉の森酒造（塩尻市）
- 杉の森（すぎのもり）

仙醸（伊那市）
- 仙醸（せんじょう）

大雪渓酒造（北安曇郡池田町）
- 大雪渓（だいせっけい）

戸田酒造（茅野市）
- ダイヤ菊（だいやきく）
- 浮世絵（うきよえ）

丸永酒造場（塩尻市）
- 高波（たかなみ）

天法酒造（千曲市）
- 天法（てんぽう）

中善酒造店（木曽郡木曽町）
- 中乗さん（なかのりさん）

七笑酒造（木曽郡木曽町）
- 七笑（ななわらい）

よしのや（長野市）
- 西之門（にしのもん）

薄井商店（大町市）
- 白馬錦（はくばにしき）

明科酒造（安曇野市）
- 広田泉（ひろたいずみ）
- 常念（じょうねん）

武重本家酒造（佐久市）
- 牧水（ぼくすい）
- 御園竹（みそのたけ）
- 宿場（しゅくば）
- つゆ草（つゆくさ）
- 酔牧水（よいぼくすい）
- 四方の友（よものとも）
- 米米酒（こめこめしゅ）
- ハートホリデー（はーとほりでー）

酒ぬのや本金酒造（諏訪市）
- 本金（ほんきん）

宮坂醸造（諏訪市）
- 真澄（ますみ）

高橋助作酒造店（信濃町）
- 松尾（まつお）
- 松牡丹（まつぼたん）
- 松乃尾（まつのお）
- 戸隠（とがくし）

田中屋酒造店（飯山市）
- 水尾（みずお）
- 金瓢養老（きんぴょうようろう）

豊島屋（岡谷市）
- 神渡（みわたり）
- 御柱（おんばしら）

大澤酒造（佐久市）
- 明鏡止水（めいきょうしすい）
- 信濃のかたりべ（しなののかたりべ）
- 善光寺秘蔵酒（ぜんこうじひぞうしゅ）

小野酒造店（上伊那郡辰野町）
- 夜明け前（よあけまえ）

伊東酒造（諏訪市）
- 横笛（よこぶえ）
- 深水（しんすい）
- 八剣（やつるぎ）

麗人酒造（諏訪市）
- 麗人（れいじん）

大信州酒造（株）（松本市島立）
- 大信州（だいしんしゅう）
- 信濃薫水（しなのくんすい）
- 春香彩（しゅんこうさい）
- 香月（こうげつ）

 横綱酒造（株）（長野市川中島町）
- 富士横綱（ふじよこづな）
- 鞭聲粛粛（べんせいしゅくしゅく）
- 久之蔵
- かるかや

### 岐阜県
中島醸造株式会社（瑞浪市）
- 小左衛門（こざえもん）
- 始祿（しろく）
- 甘酸っぱいにごり酒（あますっぱいにごりさけ）
- 特別純米信濃美山錦（とくじゅんみやま）
- 純米吟醸備前雄町（じゅんぎんおまち）
- 純米山田錦65（じゅんまいやまだあからべる）
- 純米大吟醸40（じゅんまいだいぎんよんじゅう）

千代菊（羽島市）
- 千代菊（ちよきく）しぼりたて生酒

白扇酒造株式会社（加茂郡川辺町）
- 花美蔵（はなみくら）

御代桜醸造株式会社（美濃加茂市）
- 御代桜（みよざくら）

菊川株式会社（各務原市）
- 菊川（きくかわ）

玉泉堂酒造（養老郡養老町）
- 美濃菊（みのぎく）

大坪酒造店（飛騨市）
- 飛騨娘（ひだむすめ）
- 神代（じんだい）
- 神代上澄（じんだいうわずみ）
- 飛騨の里（ひだのさと）
- 冬ごもり（ふゆごもり）
- 船津（ふなつ）
- 空地音（そらちね）
- 酒心求道（しゅしんきゅうどう）
- 大寒しぼり（だいかんしぼり）
- 高原郷（たかはらごう）

渡邊酒造店（飛騨市）
- 蓬莱（ほうらい）
- 小町桜（こまちざくら）
- 飛騨之匠（ひだのたくみ）
- おんざろっく（おんざろっく）
- とろとろとろ（とろとろとろ）
- 新酒一番にごり（しんしゅいちばんにごり）
- 飛騨守五郎八（ひだのもりごろうはち）
- 飛騨の切り札（ひだのきりふだ）
- 花もも（はなもも）
- 蓬莱不老仙（ほうらいふろうせん）
- 艶夜の夢（あでよのゆめ）
- 星の舟（ほしのふね）
- 超吟しずく（ちょうぎんしずく）
- 秘封蓬莱（ひふうほうらい）
- 渡邊一番酒（わたなべいちばんざけ）
- 久衛（ひさもり）
- 非売品の酒（ひばいひんのさけ）
- 蔵元の隠し酒（くらもとのかくしざけ）

蒲酒造場（飛騨市）
- 白真弓（しらまゆみ）
- やんちゃ酒（やんちゃさけ）
- やんちゃ男酒（やんちゃおとこざけ）
- 飛騨山川（ひださんせん）
- 合掌の郷（がっしょうのさと）
- 飛騨の強者（ひだのつわもの）
- 飛騨の涼風（ひだのりょうふう）
- はてな（はてな）
- 穂の国（ほのくに）
- 花の国（はなのくに）
- 三百年の胸さわぎ（さんびゃくねんのむねさわぎ）
- どぶろく祭（どぶろくまつり）
- じゃんぱん（じゃんぱん）
- 杜氏のお墨付き（とうじのおすみつき）
- 飛騨の燗太郎（ひだのかんたろう）
- 白真弓肥太ヱ門（しらまゆみひだえもん）

平瀬酒造店（高山市）
- 久寿玉（くすだま）

二木酒造（高山市）
- 玉乃井（たまのい）
- いちい（いちい）
- 氷室（ひむろ）
- 秋麗の炎（しゅうれいのほのお）
- 両面宿儺（りょうめんすくな）

川尻酒造場（高山市）
- ひだ正宗（ひだまさむね）
- ひだ山水（ひださんすい）
- 地恵（ちけい）
- 天恩（てんおん）

舩坂酒造店（高山市）
- 深山菊（みやまぎく）
- 飛騨の甚五郎（ひだのじんごろう）
- 四ツ星（よつぼし）
- にごり酒白無垢（にごりざけしろむく）
- 夕映え（ゆうばえ）

（株）平田酒造場（高山市）
- 山乃光（やまのひかり）
- 飛騨の華（ひだのはな）
- 酔翁（すいおう）

（有）老田酒造店（高山市）
- 飛騨自慢鬼ころし（ひだじまんおにころし）
- 飛騨自慢（ひだじまん）
- 老杉（おいすぎ）
- 飛騨のガオロ（ひだのがおろ）
- 晩熟（おくて）
- 朝顔（あさがお）
- 飛騨高山（ひだたかやま）
- 色（しき）

（有）原田酒造場（高山市）
- 山車（さんしゃ）
- 花山車（はなさんしゃ）
- 飛騨の吟風（ひだのぎんぷう）

天領酒造（株）（下呂市）
- 飛切り（とびきり）
- 天領（てんりょう）
- 吟（ぎん）
- 天のしずく（てんのしずく）
- 天禄拝領（てんろくはいりょう）
- 杜氏の持ち帰り酒（とうじのもちかえりざけ）

奥飛騨酒造（株）（下呂市）
- 奥飛騨（おくひだ）
- 初緑 (はつみどり)

（株）三輪酒造（大垣市）
- 白川郷（しらかわごう）
- 道三（どうさん）
- 男爵鉄心（ばろんてっしん）

### 静岡県
山中酒造 (掛川市)
- 葵天下（あおいてんか）

磯自慢酒造（焼津市）
- 磯自慢（いそじまん）

英君酒造（静岡市清水区）
- 英君（えいくん）

土井酒造場（掛川市）
- 開運（かいうん）
- 遠州灘（えんしゅうなだ）
- 伝 波瀬正吉（でん はせしょうきち）

三和酒造（静岡市清水区）
- 臥龍梅（がりゅうばい）
- 静ごころ（しずごころ）
- 羽衣の舞

青島酒造（藤枝市）
- 喜久酔（きくよい）

根上酒造店（御殿場市）
- 金明（きんめい）

君盃酒造（静岡市駿河区）
- 君盃（くんぱい）

國香酒造（袋井市）
- 國香（こくこう）
- 森の石松（もりのいしまつ）

森本酒造（菊川市）
- 小夜衣（さよごろも）

静岡平喜酒造（静岡市駿河区）
- 喜平（きへい）

志太泉酒造（藤枝市）
- 志太泉（しだいずみ）
- にゃんかっぷ

浜松酒造（浜松市中区）
- 出世城（しゅっせじょう）
- 葵御紋（あおいごもん）

神沢川酒造場（静岡市清水区）
- 正雪（しょうせつ）

牧野酒造（富士宮市）
- 白糸（しらいと）

杉井酒造（藤枝市）
- 杉錦（すぎにしき）

千寿酒造（磐田市）
- 千寿白拍子（せんじゅしらびょうし）
- 誉関（ほまれぜき）

富士高砂酒造（富士宮市）
- 高砂（たかさご）

駿河酒造場（静岡市駿河区）もと曾我鶴萩の蔵酒造（掛川市）、平成22酒造年度より静岡市駿河区に移転。
- 忠正（ちゅうまさ） もともと平成21年3月に廃業した吉屋酒造（静岡市葵区）の銘柄であったが、曽我鶴萩の蔵酒造が掛川市から静岡市を移転し、社名を駿河酒造場に変更する際に、商標を譲り受けた。
- 安倍街道（あべかいどう）
- 海舟の山廃（かいしゅうのやまはい）
- 天虹（てんこう）
- 萩の蔵（はぎのくら）
- 曾我鶴（そがつる）

萩錦酒造（静岡市駿河区）
- 萩錦（はぎにしき）

初亀醸造（藤枝市）
- 初亀（はつかめ）

高嶋酒造（沼津市）
- 白隠正宗（はくいんまさむね）

花の舞酒造（浜松市浜北区）
- 花の舞（はなのまい）

万大醸造（伊豆市）
- 萬燿（ばんよう）
- 脇田屋（わきたや）
- 坦庵（たんあん）

富士錦酒造（富士宮市）
- 富士錦（ふじにしき）
- 白寿（はくじゅ）

富士正酒造（富士宮市）
- 富士正（ふじまさ）
- 千代乃峯（ちよのみね）

大村屋酒造場（島田市）
- 若竹（わかたけ）
- おんな泣かせ（おんななかせ）

### 愛知県
神杉酒造（安城市）
- 神杉（かみすぎ）
- 御室櫻（おむろざくら）
- 敷嶋（しきしま）

萬乗醸造（名古屋市）
- 醸し人九平次（かもしびとくへいじ）
- 萬乗（ばんじょう）
- 酒望子（さかぼうし）

山忠本家酒造（愛西市）
- 義侠（ぎきょう）

清洲桜醸造（清須市）
- 清洲桜（きよすざくら）
- 楽園（らくえん）
- 清洲城信長鬼ころし（きよすじょうのぶながおにころし）
- 花夢里（かむり）

盛田（名古屋市 醸造は常滑市）
- ねのひ
- 子乃日松（ねのひまつ）

関谷醸造（北設楽郡設楽町）
- 蓬莱泉（ほうらいせん）
- 明眸（めいぼう）

甘強酒造（海部郡蟹江町）
- 四天王（してんのう）
- 名古屋正宗（なごやまさむね）
- 悪太郎（あくたろう）

中埜酒造（半田市）
- 國盛（くにざかり）

盛田金しゃち酒造（半田市）
- 初夢桜（はつゆめざくら）
- 清正（きよまさ）
- 白楽天（はくらくてん）

澤田酒造（常滑市）
- 白老（はくろう）

相生ユニビオ（西尾市）
- あいおい
- 相生乃松（あいおいのまつ）

柴田酒造場（岡崎市）
- 孝の司（こうのつかさ）

森山酒造場（北設楽郡東栄町）
- 蜂龍盃（はちりゅうはい）

日野屋商店（新城市）
- 朝日嶽（あさひだけ）

福井酒造（豊橋市）
- 四海王（しかいおう）

伊勢屋商店（豊橋市）
- 公楽（こうらく）

竹内酒造（蒲郡市）
- 養神（ようじん）

山崎（西尾市）
- 尊皇（そんのう）
- 尊王（そんのう）

丸石醸造（岡崎市）
- 長譽（ちょうよ）
- 三河武士（みかわぶし）

豊田酒造（豊田市）
- 智恵泉（ちえいず）

浦野（豊田市）
- 菊石（きくいし）

中垣酒造（豊田市）
- 賜冠（しかん）

永井酒造場（碧南市）
- 昇勢（しょうせい）

丸一酒造（知多郡阿久比町）
- 冠勲（かんくん）

野村酒造（知多郡東浦町）
- 幸娘（さちむすめ）

原田酒造（知多郡東浦町）
- 生道井（いくじい）

山盛酒造（名古屋市）
- 鷹の夢（たかのゆめ）

神の井酒造（名古屋市）
- 神の井（かみのい）

金虎酒造（名古屋市）
- 金虎（きんとら）

東春酒造（名古屋市）
- 東龍（あずまりゅう）

白龍酒造（名古屋市）
- 白龍（はくりゅう）

八束穂酒造（名古屋市）
- 八束穂（やつかほ）

常盤醸造（名古屋市）
- 常盤（ときわ）

糀富（名古屋市）
- 白光山（びゃっこうさん）

小弓鶴酒造（犬山市）
- 小弓鶴（こゆみつる）

東洋自慢酒造（犬山市）
- 東洋自慢（とうようじまん）

丸井酒造（江南市）
- 楽之世（らくのよ）

山星酒造（江南市）
- 星盛（ほしざかり）

勲碧酒造（江南市）
- 勲碧（くんぺき）

東海醗酵工業（北名古屋市）
- 四君子（しくんし）

山田酒造（海部郡蟹江町）
- 酔泉正宗（すいせんまさむね）

鶴見酒造（津島市）
- 神鶴（かみつる）

長珍酒造（津島市）
- 長珍（ちょうちん）

山忠新家（愛西市）
- 雲井（くもい）

青木酒造（愛西市）
- 米宗（こめそう）
- やまはい
- やまはいほまれ

水谷酒造（愛西市）
- 千瓢（せんぴょう）

内藤醸造（稲沢市）
- 木曽三川（きそさんせん）
- 中京美人（ちゅうきょうびじん）

藤市酒造（稲沢市）
- ことぶき

金銀花酒造（一宮市）
- 金銀花（きんぎんか）

### 三重県
大田酒造（伊賀市上之庄）
- 半蔵（はんぞう）

半蔵 大吟醸
半蔵 純米大吟醸
半蔵 山廃仕込み特別純米酒
中井酒造場（伊賀市上野西大手町）
- 三重錦（みえにしき）大吟醸

若戎酒造（伊賀市）
- 若戎（わかえびす）

森喜酒造場（伊賀市）
- 妙の華（たえのはな）

森本酒造 上野酒造場（伊賀市上野福居町）
- 黒松翁（くろまつおきな）
- 仙右衛門（せんえもん）

神楽酒造（四日市市）
- 神楽（かぐら）

石川酒造（四日市市）
- 噴井（ふきい）

伊藤酒造（四日市市）
- 鈿女（うづめ）

笹野酒造部（四日市市）
- 白梅（しらうめ）

丸彦酒造（四日市市）
- 三重の寒梅（みえのかんばい）

宮崎本店（四日市市）
- 宮の雪（みやのゆき）

齋木酒造（四日市市）
- 栄光冠（えいこうかん）

タカハシ酒造（四日市市）
- 伊勢（いせ）

清水酒造（鈴鹿市）
- 鈴鹿川（すずかがわ）

早川酒造（三重郡菰野町）
- 早春（そうしゅん）

稲垣酒造場（三重郡朝日町）
- 御山杉（みやますぎ）

安達本家酒造（三重郡朝日町）
- 富士の光（ふじのひかり）

寒紅梅酒造（津市）
- 寒紅梅（かんこうばい）

小川本家（津市）
- 八千代（やちよ）

油正（津市）
- 初日（はつひ）

今村酒造（津市）
- きげんよし

細川酒造（桑名市）
- 上げ馬（あげうま）

後藤酒造場（桑名市）
- 青雲（せいうん）
- 久波奈（くわな）

瀧自慢酒造（名張市）
- 瀧自慢（たきじまん）

木屋正酒造（名張市）
- 高砂（たかさご）
- 而今（じこん）

河武醸造（多気郡多気町）
- 鉾杉（ほこすぎ）

### 滋賀県
池本酒造（高島市）
- 琵琶の長寿（びわのちょうじゅ）

吉田酒造（草津市）
- 竹生島（ちくぶしま）
- ヨキトギ（よきとぎ）
- 吟花（ぎんか）

山路酒造（長浜市）
- 桑酒（くわざけ）
- 北国街道（ほっこくかいどう）

上原酒造（高島市）
- 奥琵琶湖（おくびわこ）
- 亀亀覇（かめかめは）
- クレオパトラの忘れ物（くれおぱとらのわすれもの）
- 不老泉（ふろうせん）

竹内酒造（湖南市）
- 香の泉（かのいずみ）
- 唯々（ただただ）
- 明尽（みょうじん）

北島酒造（湖南市）
- 御代榮（みよさかえ）
- 大吟生もと（だいぎんきもと）

平井商店（大津市）
- 浅茅生（あさじう）

喜多酒造（東近江市）
- 喜楽長（きらくちょう）
- 天保正一（てんぽしょういち）

畑酒造（東近江市）
- 喜量能（きりょうよし）
- 大治郎（だいじろう）

近江酒造（東近江市）
- 志賀盛（しがさかり）
- しがさくら

 安井酒造場（甲賀市）
- 初桜

瀬古酒造（甲賀市）
- 桜生（さくらぎ）
- 大甲賀
- 忍者

松瀬酒造（蒲生郡竜王町）
- 松の司（まつのつかさ）

冨田酒造（長浜市）
- 七本鎗（しちほんやり）

岡村本家（犬上郡豊郷町）
- 金亀（きんかめ）

太田酒造（草津市）
- 道灌（どうかん）

### 京都府
齊藤酒造（京都市伏見区）
- 英勲（えいくん）
- 井筒屋伊兵衛（いづつやいへえ）
- 大鷹（おおたか）
- 一吟（いちぎん）
- もろみ音（もろみね）
- 古都千年（ことせんねん）

黄桜（京都市伏見区）
- 黄桜（きざくら）

キンシ正宗（京都市伏見区）
- キンシ正宗（きんしまさむね）

月桂冠（京都市伏見区）
- 月桂冠（げっけいかん）
- 笠置屋（かさぎや）

宝酒造（京都市伏見区）
- 松竹梅（しょうちくばい）

招徳酒造（京都市伏見区）
- 招徳（しょうとく）
- 花洛（からく）
- 延寿（えんじゅ）

玉乃光酒造（京都市伏見区）
- 玉乃光（たまのひかり）

増田徳兵衛商店（京都市伏見区）
- 月の桂（つきのかつら）

北川本家（京都市伏見区）
- 富翁（とみおう）

藤岡酒造（京都市伏見区）
- 蒼空（そうくう）
- 万長（まんちょう）
- チョロギ酒（ちょろぎしゅ）

松本酒造（京都市伏見区）
- 桃の滴（もものしずく）
- 日出盛（ひのでさかり）

向島酒造（京都市伏見区）
- ふり袖（ふりそで）

山本本家（京都市伏見区）
- 神聖（しんせい）
- 名誉冠（めいよかん）
- 明けごころ（あけごころ）

豊澤本店（京都市伏見区）
- 豊祝（ほうしゅく）
- 京纏（きょうまとい）

松井酒造（京都市左京区）
- 富士千歳（ふじちとせ）
- 京千歳（きょうちとせ）
- 金瓢（きんぴょう）

佐々木酒造（京都市上京区）……佐々木蔵之介の実家
- 聚楽第（じゅらくだい）

池田酒造（舞鶴市）
- 池雲（いけくも）

大石酒造（亀岡市）
- 翁鶴（おきなづる）

丹山酒造（亀岡市）
- 渚（なぎさ）

ハクレイ酒造（宮津市）
- 酒呑童子（しゅてんどうじ）

向井酒造（与謝郡伊根町）
- 京の春（きょうのはる）
- 竹の露（たけのつゆ）
- ええにょぼ
- 伊根満開（いねまんかい）
- 伏見（ふしみ）

竹野酒造（京丹後市）
- 弥栄鶴（やさかつる）
- 笑顔百楽（えがおひゃくらく）
- 旭蔵舞（あさひくらぶ）
- 亀の尾蔵舞（かめのおくらぶ）
- 錦蔵舞（にしきくらぶ）
- 祝蔵舞（いわいくらぶ）
- 祭蔵舞（まつりくらぶ）

熊野酒造（京丹後市）
- 久美の浦（くみのうら）
- 杜氏の独り言 (とうじのひとりごと)

白杉酒造（京丹後市）
- 白木久（しらきく）

吉岡酒造場（京丹後市）
- 吉野山（よしのやま）

木下酒造（京丹後市）
- 玉川（たまがわ）

### 大阪府
呉春株式会社（ごしゅん）（池田市綾羽）
- 呉春（ごしゅん）

池田酒（普通酒）／本丸（本醸造）／特別吟醸（大吟醸）
秋鹿酒造（あきしかしゅぞう）（豊能郡能勢町）
- 秋鹿（あきしか）純米大吟醸

入魂乃一滴 おりがらみ無濾過生原酒／純米吟醸生原酒／超辛口 槽搾直汲／
- 秋鹿（あきしか）雫酒（しずくざけ）（純米大吟醸）

鄙の春／米人心技 一貫造り／斗瓶囲／奥鹿之助 袋吊り雫中取り
- 秋鹿（あきしか）純米吟醸

霙もよう（みぞれもよう）にごり生酒／倉垣村／摂州能勢／阿波山田錦特等米無濾過生原酒／能勢山田錦
歌垣 全量山田錦／槽搾直汲濾過生原酒／大辛口無濾過生原酒／千石谷／超辛 槽搾直汲無濾過生原酒／へのへのもへじ
- 秋鹿（あきしか）純米酒・特別純米酒

山廃純米山田錦70%生原酒／山田錦80% 無濾過生原酒／鄙田 山廃特別純米酒／千秋／丈頑 特別純米
純米バンビカップ／槽搾直汲 無濾過生原酒／山廃純米雄町70 槽搾直汲無濾過生原酒／
- 奥鹿（おくしか）純米吟醸58 3年熟成生原酒

寿酒造（ことぶきしゅぞう）（高槻市富田）
- あやめさけ

蒼雫（そうしずく）大吟醸／蒼究（そうきゅう）大吟醸／蒼庵（そうあん）大吟醸／蒼薫（そうくん）純米吟醸
- とんださけ

純米大吟醸／純米香吟醸／純米味吟醸
- 國乃長（くにのちょう）

大吟醸／特別純米（特撰）／純米 芳醇／吟醸 生貯造酒／本醸造（上撰）／郷土酒（金印）／古酒
山野酒造（やまのしゅぞう）（交野市私部）
- 片野桜（かたのざくら）

本醸造／しぼりたて蔵出し原酒／純生白貴 蔵出し生原酒／にごり生原酒
吟醸 袋吊りしずく 吟醸生原酒／吟醸酒／
純米酒／山廃純米／山廃仕込純米酒 無濾過生原酒
純米吟醸 俊成（としなり）／純米吟醸 かたの桜 花ひとひら／新米新酒 純米吟醸生原酒／山廃純米 純米無濾過生原酒／特別純米酒
純米大吟醸 白櫻／純米大吟醸 はんなり／大吟醸・玄櫻（げんおう）
大門酒造（交野市森南）
- 菊養老（きくようろう）
- 利休梅（りきゅうばい）
- 酒半（りきゅうばい）

藤本酒造醸（ふじもとしゅぞうじょう）（藤井寺市藤井寺）
- 松花鶴（しょうかづる）
- 冨士正

北庄司酒造店（きたしょうじしゅぞうてん）（泉佐野市日根野）
- 荘の郷（しょうのさと）

大吟醸 雫酒／大吟醸／豊歳 純米大吟醸／初走り 大吟醸吟醸無濾過生原酒
稲垣 純米吟醸／花穂 吟醸／花萌 全量五百万石 吟醸／風香 吟醸生貯蔵原酒
純米 山田錦／純米 全量五百万石／純米酒／稲雀
しぼりたて原酒（冬季限定酒）／清淳 しぼりたて／夏衣 生貯蔵酒（夏季限定酒）／無濾過原酒
雪香 生にごり酒／
- 都娘（みやこむすめ）

羽衣（上撰）／金印（佳撰）
- 泉州路（せんしゅうじ）純米酒
- 永代蔵 淡熟型秘蔵古酒

永代蔵 大吟醸／永代蔵 吟醸／秘蔵 純米
浪花酒造（なにわしゅぞう）（阪南市尾崎町）
- 浪花正宗（なにわまさむね）

究極の技 純米大吟醸／純米大吟醸 全量山田錦／大吟醸／無心（むしん）雫酒 大吟醸
純米吟醸／吟醸／純米
二年常温熟成 純米酒
醸し技 純米大吟醸 山田錦 13度無濾過生原酒斗瓶囲い（特別仕込み限定酒）
西條合資会社（さいじょう）（河内長野市長野町）
- 大吟醸

阿（あ）全量山田錦大吟醸／うん 全量備前雄町大吟醸／天遊 純米大吟醸／誕生美酒 大吟醸
- 吟醸

吉祥 山田錦／原酒／醸るり 山田錦／天野酒（あまのさけ）吟醸／純米吟醸 醁（りょく）／誕生美酒 吟醸
純米吟醸 初毎（ういごと）／天野家の天野酒 あまの
- 純米

天野酒（あまのさけ）特別純米／特別純米 醴（れい）
- 本醸造

本醸造／花紋 甘口／花紋原酒
- 限定酒

絞りたて生原酒 なま蔵／にごり酒 金剛雪／僧房酒（豊臣秀吉愛飲之復古酒）
- 天野酒 山本スペシャル 生もと特別純米

酵母無添加無濾過生原酒／18号酵母無濾過生原酒
- 天野酒 山本スペシャル 特別純米

7号酵母無濾過生原酒／9号酵母無濾過生原酒／AK-2無濾過生原酒
- 天野酒 山本スペシャル 純米無濾過荒走り
- 天野酒 山本スペシャル 生モト造り醴（れい）無濾過瓶囲い熟成酒

### 兵庫県
灘五郷
菊正宗酒造株式会社（神戸市東灘区）
- 菊正宗（きくまさむね）

剣菱酒造（神戸市東灘区）
- 剣菱（けんびし）

櫻正宗株式会社（神戸市東灘区）
- 櫻正宗（さくらまさむね）
- 瀧鯉（たきのこい）

沢の鶴株式会社（神戸市灘区）
- 沢の鶴（さわのつる）
- 世界長（せかいちょう）

白鶴酒造（神戸市東灘区）
- 白鶴（はくつる）

泉酒造（神戸市）
- 泉正宗（いずみまさむね）

日本盛株式会社（西宮市）
- 日本盛（にほんさかり）

白鷹株式会社（西宮市）
- 白鷹（はくたか）

大関株式会社（西宮市）
- 大関（おおぜき）
- 多聞（たもん）
- 金鹿（きんしか）

辰馬本家酒造（西宮市）
- 白鹿（はくしか）

小西酒造（伊丹市）
- 白雪（しらゆき）

香住鶴株式会社（美方郡香美町）
- 香住鶴（かすみつる）

江井ヶ嶋酒造株式会社（明石市）
- 神鷹（かみたか）

灘菊酒造株式会社（姫路市）
- 灘菊（なだぎく）

下村酒造店（姫路市）
- 奥播磨（おくはりま）

井澤本家（加古郡稲美町）
- 倭小槌（やまとこづち）

キング醸造（加古郡稲美町）
- 金露（きんろ）

吉村酒造（美方郡新温泉町）
- 太白（たいはく）

此の友酒造（朝来市）
- 但馬（たじま）

田治米合名会社（朝来市）
- 竹泉（ちくせん）

奥藤商事株式会社、奥藤酒造郷土館（赤穂市）
- 忠臣蔵（ちゅうしんぐら）

明石酒類醸造株式会社（明石市船上町）
- 明石鯛（あかしたい）

太陽酒造株式会社（明石市大久保町江井島）
- 赤石（あかし）

千年一酒造株式会社（淡路市）
- 千年一（せんねんいち）

都美人酒造株式会社（南あわじ市）
- 都美人（みやこびじん）

西山酒造 （丹波市）
- 小鼓（こつづみ）

神戸酒心館 （神戸市）
- 福寿（ふくじゅ）

ヤヱガキ酒造株式会社（姫路市）
- 八重垣（やゑがき）

富久錦株式会社（加西市）
- 瑞福（ずいふく）
- 神代の舞（かみよのまい）
- Fu.（ふ）
- 吟霞（ぎんがすみ）
- 春の一刻（はるのいっこく）
- 下天の夢（げてんのゆめ）

合名会社岡田本家（加古川市）
- 盛典（せいてん）

### 奈良県
今西清兵衛商店（奈良市）
- 春鹿（はるしか）

奈良豊澤酒造（奈良市）
- 豊祝（ほうしゅく）
- 無上杯（むしょうはい）
- 貴仙寿吉兆（きせんじゅきっちょう）

八木酒造（奈良市）
- 升平（しょうへい）

倉本酒造（奈良市）
- KURAMOTO
- 倉本（くらもと）
- 金嶽（きんがく）
- つげのひむろ

油長酒造（御所市）
- 風の森（かぜのもり）
- 鷹長（たかちょう）

葛城酒造（御所市）
- 百楽門（ひゃくらくもん）

千代酒造（御所市）
- 櫛羅（くじら）
- 篠峯（しのみね）
- どぶろく

梅乃宿酒造（葛城市）
- 梅乃宿（うめのやど）

上田酒造（生駒市）
- 嬉長（きちょう）
- 生駒宝山（いこまほうざん）
- 生駒山（いこまやま）

菊司醸造（生駒市）
- 菊司（きくつかさ）

中本酒造店（生駒市）
- 山鶴（やまつる）
- 蔵人の詩（くらびとのうた）
- 長屋王（ながやおう）
- 大和思ひ（やまとおもい）
- 竹風万葉（ちくふうまんよう）

稲田酒造（天理市）
- 黒松稲天（くろまついなてん）

増田酒造（天理市）
- 都姫（みやこひめ）
- 神韻（しんいん）

中谷酒造（大和郡山市）
- 朝香（あさか）
- 萬穣（ばんじょう）
- こをろこをろ

喜多酒造（橿原市）
- 御代菊（みよきく）
- 倭（やまと）
- あすか川（あすかがわ）
- 大和の香り（やまとのかおり）
- 利兵衛（りへい）
- 皇檮(こうじゅ)
- 白檮(はくじゅ)
- 嘉龍（かりょう）

河合酒造（橿原市）
- 出世男（しゅっせおとこ）
- うねび

金剛力酒造（高市郡高取町）
- 金剛力（こんごうりき）

喜多酒造（香芝市）
- 歓喜光（かんきこう）

大倉本家（香芝市）
- 金鼓（きんこ）
- 大倉（おおくら）

長龍酒造（北葛城郡広陵町）
- 吉野杉の樽酒（よしのすぎのたるざけ）

山本本家（五條市）
- 松の友（まつのとも）

五條酒造（五條市）
- 五神（ごしん）

今西酒造（桜井市）
- みむろ杉
- 三諸杉（みむろすぎ）
- 今西（いまにし）

西内酒造（桜井市）
- 談山（たんざん）

芳村酒造（宇陀市）
- 千代の松（ちよのまつ）
- かぎろひ

久保本家酒造（宇陀市）
- 初霞（はつがすみ）
- 睡龍（すいりゅう）

北村酒造（吉野郡吉野町）
- 猩々（しょうじょう）

北岡本店（吉野郡吉野町）
- 八咫烏（やたがらす）

岡本本家（吉野郡大淀町）
- 山桂（やまかつら）

藤村酒造（吉野郡下市町）
- 万代老松（まんだいおいまつ）

### 和歌山県
天長島村酒造（てんちょうしまむらしゅぞう）（和歌山市本町）
- 天長
- 高野山
- 純吟
- 吉宗
- 八代将軍 吉宗
- 熊野路
- 世界王
- 美さを菊
- 天狗

吉村秀雄商店（よしむらひでおしょうてん）（岩出市畑毛）
- 日本城（にほんじょう）

極上大吟醸酒／大吟醸／大吟醸（精米歩合40%）／極上純米酒／純米吟醸／特別本醸造
初しぼり本生酒／しぼりたて本生酒／純米吟醸無濾過原酒／生酒（アルコール：16度・13度）
- 亀の歩み（かめのあゆみ）

アカルイ／ウナヅキ／ヒラキ
- 鉄砲隊（てっぽうたい）

吟醸酒 滋賀玉栄／純米吟醸 滋賀玉栄／純米吟醸 和歌山山田錦／純米吟醸 播州山田錦／爆発にごり
- 車坂（くるまざか）

滋賀玉栄／播州山田錦／和歌山山田錦／三年熟成／魚に合う吟醸酒
田端酒造（和歌山市木広町）
- 羅生門（らしょうもん）『モンドセレクション最高金賞21年連続受賞』

龍寿（大吟醸）／鳳寿（大吟醸）／鳳凰（吟醸）／悠寿／（大古酒）／純米吟醸
- 七人の侍（辛口純米）
- 大東一（だいとういち）

飛切（特別本醸造）／黒松（上選）／つれもていこら（上選）
世界一統（せかいいっとう）（和歌山市湊紺屋町）
- イチ

新酒鑑評会出品酒／超特撰特醸大吟醸／褒紋大吟醸／特撰吟醸／生貯蔵大吟醸
- 南方（純米吟醸）
- 熊楠

大吟醸／特撰大吟醸／特撰本醸造
- 米乃滴（特別純米酒）
- いち辛（辛口純米酒）
- 紀州五十五万石

本醸造上撰／本醸造辛口
- 紀州（純米酒）
- 世界一統

特撰／上撰／金撰
祝砲酒造（しゅくほうしゅぞう）（和歌山市田中町）
- 紀州魁（きしゅうさきがけ）

大吟醸／吟醸／純米酒／本醸造
名手酒造店（なでしゅぞうてん）（海南市黒江）
- 黒牛（くろうし）

純米大吟醸／純米吟醸／本生無濾過生原酒／純米酒／純米生貯蔵
純米大吟醸 環山（かんざん）／純米吟醸 碧山（へきざん）／生酒壱六八（いろは）
- 一掴（ひとつかみ）大吟醸
- 野路の菊（のじのきく）純米吟醸
- 紀の国・松の齢（きのくに・まつのよわい）純米酒

中野BC（なかのびぃしぃ）（海南市藤白）
- 紀伊国屋文左衛門（きのくにやぶんざえもん）

大吟醸《黒》／大吟醸《紅》／純米吟醸酒／純米酒／生貯蔵酒／季間限定酒
- 長久（ちょうきゅう）

原酒／本醸造
- 超超久（ちょうちょうきゅう）

純米吟醸／純米吟醸 和歌山産山田錦
平和酒造（へいわしゅぞう）（海南市溝ノ口）
- 紀土-KID-（きど）

純米吟醸／純米
- 万葉の和歌鶴

純真無垢（じゅんしんむく）（純米大吟醸）／大吟醸
- 紀美野（きみの）

純米吟醸／純米生原酒
- 井泉流水 純米吟醸

中尾酒造店（なかおしゅぞうてん）（海南市）
- 紀の川

吟醸酒／純米／本醸造／上選
- 紀州葵紋

原酒／吟醸酒／上撰
- 帝冠 大吟醸
- 大峯熊野奥馳道 純米酒
- 蟻の熊野詣 純米酒
- くまのみち
- 伏虎城
- 奮闘一
- 宇宙一
- 龍王水
- こもりの国
- 紀の川大鼓
- はーとらいんわかやま
- 親不孝道り
- いのりのみち
- 参詣道

平松酒造本家（ひらまつしゅぞうほんてん）（有田川町下津野）
- 金葵
- 宗祇誉

高垣酒造（たかがきしゅぞう）（有田川町小川）
- 紀勢鶴（きせづる）

大吟醸／純米吟醸／超特撰純米吟醸／吟醸／純米／上選／金撰 はーとらいん
原酒／吟醸生貯／生貯／大吟醸生酒／生酒
- 天久（てんきゅう）

上選／上選蔵出原酒
- 紀ノ酒（きのさけ）

純米吟醸生酒／純米吟醸生貯蔵／吟醸／純米／本醸造／吟醸生貯蔵／本醸造生貯蔵
- 喜楽里（きらり）

純米吟醸 生原酒1501号（中取りあり）
純米原酒／本醸造原酒（ともに瓶燗一回火入和歌山酵母）
- 龍神丸（りゅうじんまる）：漫画『もやしもん』（原作：石川雅之）で有名に。。

大吟醸生原酒／純米吟醸生原酒（ともに中取りあり）
吟醸生原酒／純米生原酒／
- 流霞（ながれかすみ）：業界初の『しぼりたて・生酒』

純米生原酒／本醸造生原酒／本醸造生原酒（Flow Haze）／本醸造マイルド
- にごり酒「白馬」（しらま）：昭和56年に全国ではじめて濁り酒を市場流通用に商品化し一般化させた。
- 大吟醸「月の歌人」秘蔵酒10年貯蔵
- 純米吟醸生酒「かもすぞ」：『もやしもん』のキャラクター商品

初光酒造（はつひかりしゅぞう）（紀の川市貴志川町丸栖）
- おめでとう

純米大吟醸／純米吟醸／本醸造
- よろこびの酒

純米大吟醸／純米吟醸／本醸造
- 爪剥酒（つまむきのさけ）長熟純米吟醸
- よろこびの竹 長熟純米吟醸
- 歓喜（かんき）純米酒
- 寛（くつろぎ）純米酒
- ワールドカップ 純米酒

初桜酒造（はつさくらしゅぞう）（伊都郡かつらぎ町大字中飯降）
- 高野山聖般若湯

『聖』HIJIRI（純米吟醸酒）／純米酒／徳利（原酒）／
- 初桜

古代徳利原酒／秘蔵酒（30年古酒）
川上酒（純米酒）／真田忍び（純米吟醸）
しぼりたて生酒／原酒／生原酒 ／生貯
九重雑賀（ここのえさいか）（岩出市畑毛市）
- 雑賀（さいか）

純米大吟醸／大吟醸／純米吟醸／純米吟醸 Twelve（ALC12%）／吟醸酒
純米吟醸 おりがらみ／純米吟醸 原酒ひやおろし／純米吟醸 にごり 本生無濾過
- 雑賀の郷（さいかのさと）

純米酒／原酒
- 雑賀孫市（さいかまごいち）大吟醸
- 雑賀蔵心（さいかぞうしん）純米大吟醸
- 雑賀浪漫（さいかろまん）大吟醸
- 雑賀衆（さいかしゅう）吟醸
- 錦郷（にしきのさと）山廃普通酒
- さいかのしずく
- 雑賀梅酒（日本酒仕込み）

岸野酒造本家（きしのしゅぞうほんけ）（御坊市御坊）
- 紀州美人

中勝酒造（なかかつしゅぞう）（田辺市秋津町）
- 弁慶の里
- 此の友
- 紀州うめさけ（吟醸酒仕込み）

尾﨑酒造（おざきしゅぞう）（新宮市船町）
- 太平洋

大吟醸／にごり酒／吟醸酒／特別純米酒／純米酒／本醸造／しぼりたて生原酒／原酒／生貯蔵酒
- 熊野三山（くまのさんざん）吟醸酒
- 熊野紀行 純米酒：熊野古道酵母使用
- 熊野曼荼羅 純米酒（くまのまんだら）
- 那智の滝 純米酒（くまのなちのたき）
- 潮岬 吟醸酒
- 方士徐福 吟醸酒
- ほんまもん 特別純米酒
- 勇魚 本醸造（いさな）
- 鯨えびす 特別純米酒
- 熊野物語 純米酒

松本峠／逢神坂峠／大吹峠 純米原酒
- 速玉 特別本醸造生貯蔵酒（はやたま）：夏場限定商品 6月 - 10月
- 古座川夜会 特別本醸造酒（くまのがわやかい）
- 熊野旅情 特別本醸造酒
- 熊野川 本醸造酒（くまのがわ）
- 本宮温泉郷 生貯蔵酒

### 鳥取県
高田酒造場（岩美郡岩美町）
- 瑞泉（ずいせん）

中川酒造（鳥取市）
- いなば鶴（いなばづる）
- いなばの恵み（いなばのめぐみ）
- 福寿海（ふくじゅかい）

西本酒造場（鳥取市青谷町）※醸造は奈良県の奈良豊澤酒造へ委託。
- 笑（えみ）
- 美人長（びじんちょう）※休売中

山根酒造場（鳥取市青谷町）
- 日置桜（ひおきざくら）

北岡本店鳥取工場（八頭郡八頭町）※醸造は奈良県の本社工場。
- ふなおか
- 隼えき※隼駅前の酒店「垣田商店」で限定販売されていたが休業に伴い、道の駅はっとうに変更。

太田酒造場（八頭郡若桜町）
- 氷ノ山（ひょうのせん）
- 辨天娘（べんてんむすめ）

諏訪酒造（八頭郡智頭町）
- 諏訪泉（すわいずみ）
- 諏訪娘（すわむすめ）

福羅酒造（東伯郡湯梨浜町）
- 山陰東郷（さんいんとうごう）

元帥酒造（倉吉市）
- 元帥（げんすい）
- 八賢士（はちけんし）

高田酒造（倉吉市）
- 此の君（このきみ）
- 此君（しくん）
- 竹葉の露（ちくようのつゆ）
- ひわだ屋（ひわだや）

中井酒造（倉吉市）
- 倉よし（くらよし）
- 八潮（やしお）

藤井酒造（東伯郡三朝町）
- 白狼（はくろう）
- 三朝正宗（みささまさむね）

梅津酒造（東伯郡北栄町）
- 冨玲（ふれー）

大谷酒造（東伯郡琴浦町）
- 鷹勇（たかいさみ）

江原酒造本店（東伯郡琴浦町）
- 伯陽長（はくようちょう）

角田酒造（西伯郡大山町）※醸造は大谷酒造へ委託。
- 大和鏡（やまとかがみ）

久米桜酒造（西伯郡伯耆町）
- 久米桜（くめざくら）
- 秀峰大山（しゅうほうだいせん）

稲田本店（米子市）
- 稲田姫（いなだひめ）
- トップ水雷（とっぷすいらい）

大岩酒造本店（日野郡江府町）
- 秀峰岩泉（しゅうほういわいずみ）

千代むすび酒造（境港市）
- 千代むすび（ちよむすび）
- 長年（ながとし）- 旧長年酒造（米子市淀江町・廃業）より銘柄を譲受
- 真壽鏡（ますかがみ）- 旧益尾酒造本店（米子市・廃業）より銘柄を譲受

### 島根県

#### 松江地方
李白酒造（松江市）
- 李白（りはく）
- やまたのおろち

米田酒造（松江市）
- 豊の秋（とよのあき）
- トヨノアキ（とよのあき）
- 美保（みほ）
- 春陽（しゅんよう）

國暉酒造（松江市）
- 國暉（こっき）

王祿酒造（松江市）
- 王祿（おうろく）

金鳳酒造（安来市）
- 金鳳（きんぽう）
- へるん（へるん）

吉田酒造（安来市）
- 月山（がっさん）
- 智／智則

青砥酒造（安来市）
- ほろ酔（ほろよい）
- 蒼斗七星（あおとしちせい）

#### 出雲地方
旭日酒造（出雲市）
- ＋旭日（じゅうじあさひ）
- 八千矛（やちほこ）※ 古川酒造より継承

板倉酒造（出雲市）
- 天穏（てんおん）

富士酒造（出雲市）
- 出雲富士（いずもふじ）

酒持田本店（出雲市）
- ヤマサン正宗（やまさんまさむね）
- ヤマサン古滴（やまさんこてき）
- 萌（もえ）

#### 雲南地方
㈱赤名酒造（飯南町）※以前の赤名酒造（名）とは別会社
- 絹乃峰（きぬのみね）
- 飯南米（いいなんまい）
- 琴引山（ことびきさん）

木次酒造（雲南市）
- 美波太平洋（みなみたいへいよう）
- 翠祥（すいしょう）

田部竹下酒造（雲南市）※竹下登元首相の実家竹下本店を継承
- ※銘柄は未定

簸上清酒（奥出雲町）
- 簸上正宗（ひかみまさむね）
- 七冠馬（ななかんば）
- 玉鋼（たまはがね）

奥出雲酒造（奥出雲町）
- 仁多米（にたまい）
- 千壽之泉（せんじゅのいずみ）
- 奥出雲（おくいずも）
- 奥出雲の一滴（おくいずものいってき）

#### 大田地方
一宮酒造（大田市）
- 石見銀山（いわみぎんざん）

木村酒造（大田市）
- 羅浮仙（らふせん）

若林酒造（温泉津町）
- 開春（かいしゅん）

#### 邑南地方
加茂福酒造（邑南町）
- 加茂福（かもふく）
- 死神（しにがみ）
- 京太郎（きょうたろう）
- 冠山（かんざん）
- ワル乃代官（わるのだいかん）

池月酒造（邑南町）
- 誉池月（ほまれいけづき）

玉櫻酒造（邑南町）
- 玉櫻（たまざくら）

#### 浜田地方
日本海酒造（浜田市）
- 環日本海（かんにほんかい）
- 石陽日本海（せきようにほんかい）
- のど黒（のどぐろ）
- 渦（うず）

都錦酒造（江津市）
- 都錦（みやこにしき）

#### 益田地方
右田本店（益田市本町）
- 宗味（そうみ）

岡田屋本店（益田市）
- 菊弥栄（きくやさか）

桑原酒場（益田市中島町）
- 扶桑鶴（ふそうづる）

華泉酒造（津和野町）
- 華泉（かせん）

古橋酒造（津和野町）
- 初陣（ういじん）

財間酒場（津和野町）
- 高砂（たかさご）

下森酒造場（津和野町）
- 菊露（きくつゆ）

#### 隠岐地方
隠岐酒造（隠岐の島町）
- 隠岐誉（おきほまれ）
- 初桜（はつざくら）
- 御所（ごしょ）
- 菊水（きくすい）
- 沖鶴（おきつる）
- 高正宗（たかまさむね）

### 岡山県

#### 備中地方
嘉美心酒造（株）（浅口市寄島町）
- 嘉美心（かみこころ）

嘉美心α 木陰の魚（かみこころあるふぁ こかげのさかな）
嘉美心Σ 樹の上の猫（かみこころしぐま きのうえのねこ）
- 大島修一（おおしま しゅういち）
- 長十郎（ちょうじゅうろう）
- 海の道 寄島（うみのみち よりしま）

平喜酒造（浅口市鴨方町鴨方）
- 喜平（きへい）
- 新婚（しんこん）
- 正義櫻（せいぎざくら）

ヨイキゲン（株）（総社市）
- 酔機嫌（よいきげん）
- 清音雄町（きよねおまち）
- 雫酒 露（しずくさけ つゆ）
- 碧天（へきてん）

松永酒造（株）（総社市）
- かみよ 赤米（かみよ あかまい）
- 常磐鶴（ときわつる）
- 吉備路（きびじ）

三宅酒造（株）（総社市）
- 粋府（すいふ）
- 媛（ひめ）
- 兄媛（えひめ）

（株）落酒造場（真庭市）
- 高梁川（たかはしがわ）
- 大正の鶴（たいしょうのつる）

藤田酒造（浅口市）
- 金光賀真（こんこうかしん）

丸本酒造（浅口市）
- 賀茂緑（かもみどり）

垣内酒造（株）（浅口市）
- 若魂（わかたましい）

神露酒造（浅口市金光町）
- 神露（しんろ）

磯千鳥酒造（浅口郡里庄町）
- 磯千鳥（いそちどり）

（株）一鱗酒造本店（倉敷市玉島）
- 一鱗（いちうろこ）

（株）妹尾酒造本店（倉敷市玉島）
- 瀬戸の恋人

菊池酒造（株）（倉敷市玉島）
- 燦然（さんぜん）

不二菊酒造（株）（倉敷市玉島）
- 不二菊（ふじぎく）

酔宝酒造（有）（倉敷市玉島）
- 酔宝（すいほう）

（有）渡辺酒造本店（倉敷市水島連島町）
- 嶺乃誉（みねのほまれ）

（有）遠藤酒造場（倉敷市水島連島町）
- 宝富士（たからふじ）

大野酒造（株）（倉敷市水島連島町）
- 富志美盛（ふしみざかり）

森田酒造（株）（倉敷市倉敷）
- 萬年雪（まんねんゆき）

白神酒造（株）（倉敷市）
- 玉司（たまつかさ）

大内酒造場（笠岡市大島）
- 御嶽鶴（みたけづる）

長山酒造（有）（笠岡市）
- 大泉（おおいずみ）

滝本酒造（有）（井原市）
- 一品（いっぴん）

山成酒造（井原市）
- 蘭の誉（らんのほまれ）　原酒、上撰、金印、純米
- えんぺい　原酒
- 朗廬の里（ろうろのさと）　大吟醸
- 桜渓（おうけい）　純米吟醸

白菊酒造（株）（高梁市）
- 大典白菊（たいてんしらぎく）

赤木酒造（株）（高梁市）
- 曲水（きょくすい）
- 蘭亭曲水（らんていきょくすい）

芳烈酒造（株）（高梁市）
- 桜芳烈（おうほうれつ）

小出酒造（株）（加賀郡吉備中央町）
- 高雪（たかゆき）

三光正宗（株）（新見市）
- 三光正宗（さんこうまさむね）

（株）板野酒造本店（岡山市足守）
- 二面（ふたも）
- 鬼ノ城（きのじょう）

#### 備前地方
利守酒造（株）（赤磐市）
- 酒一筋（さけひとすじ）
- 赤磐雄町（あかいわおまち）
- 南山寿（なんざんじゅ）
- 秘伝（ひでん）
- 天下人（てんかびと）

宮下酒造（株）（岡山市）
- 極聖（きわみひじり）
- 備前児島酒（びぜんこじまざけ）

（株）服部本家酒造場（瀬戸内市）
- 折鶴（おりづる）
- 有春（ゆうしゅん）

小坂酒造（株）（赤磐市）
- 鶴の池（つるのいけ）

越宗酒造（株）（赤磐市）
- 赤坂錦（あかさかにしき）

周藤酒造（株）（赤磐市）
- 七福（しちふく）

赤磐酒造（株）（赤磐市）
- 桃白眉（ももはくび）

室町酒造（株）（赤磐市）
- 櫻室町（さくらむろまち）

赤磐酒造（株）（赤磐市）
- 桃白眉（ももはくび）

小宮山酒造（株）（赤磐市）
- 日月（じつげつ）

金剛酒造（株）（和気郡和気町）
- 金剛（こんごう）

玉泉酒造（株）（備前市）
- 玉泉（たまいずみ）

（有）横山酒造場（備前市）
- 鶴の海（つるのうみ）

大饗酒造（株）（備前市）
- 吉野鶴（よしのづる）

高祖酒造（株）（瀬戸内市）
- 千寿（せんじゅ）

岡崎酒造（株）（岡山市）
- 金翼大鵬（きんよくたいほう）

（株）小林本店（岡山市）
- 天来（てんらい）

（有）石原酒造場（岡山市）
- おそめ

お多美鶴酒造（株）（岡山市）
- お多美鶴（おたみつる）

萬歳酒造（株）（岡山市）
- さつき心（さつきこころ）

（有）板野酒造場（岡山市）
- きびの吟風（きびのぎんぷう）

藤原酒造（株）（玉野市）
- 亀乃井（かめのい）

熊屋酒造（有）（倉敷市児島）
- 巴福正宗（ともえふくまさむね）

十八盛酒造（株）（倉敷市児島）
- 十八盛（じゅうはちざかり）

尾崎酒造場（倉敷市児島）
- 雪嵐（ゆきあらし）

三冠酒造（有）（倉敷市児島）
- 三冠（さんかん）

放駒酒造（有）（倉敷市児島）
- 放駒（はなれごま）

（株）永山本家酒造場（倉敷市児島）
- 連山（れんざん）
- 秀峯連山（しゅうほうれんざん）

岡部銘醸（株）（倉敷市水島福田町）
- 歓酔（かんすい）

#### 美作地方
（株）辻本店（真庭市）
- 御前酒（ごぜんしゅ）
- 美作（みまさか）
- 馨（けい）
- 作州（さくしゅう）
- GOZENSHU 9 NINE（ごぜんしゅ ないん）
- 炭屋彌兵衛（すみや やへえ）

難波酒造（株）（津山市）
- 富久迎（ふくむかえ）

富久迎 吟（ふくむかえ ぎん）
- 作州武蔵（さくしゅう むさし）

作州武蔵 荒ばしり（さくしゅう むさし あらばしり）
剣聖武蔵（けんせい むさし）
- 津山城（つやまじょう）

津山城 米のしずく（つやまじょう こめのしずく）
大美酒造（有）（真庭市蒜山）※2018年末で廃業予定。
- 美保鶴（みほづる）

（株）牧野酒造本店（苫田郡鏡野町）
- 五十鈴（いそすず）

後藤酒造（資）（苫田郡鏡野町）
- 藤娘（ふじむすめ）

（資）多胡本家酒造場（津山市）
- 加茂五葉（かものいつは）

東郷酒造（株）（美作市）
- 東郷（とうごう）

（資）遠藤酒造場（美作市）
- 光露（こうろ）

山本酒造（株）（美作市）
- 喜久娘（きくむすめ）

吉野酒造（株）（美作市）
- 牡丹正宗（ぼたんまさむね）

（有）田中酒造場（美作市大原）
- 武蔵の里（むさしのさと）

### 広島県
安佐酒造（広島市安佐南区八木）
- 安佐泉（あさいずみ）

福光酒造（山県郡北広島町大朝）
- 朝光（あさひかり）

サクラオブルワリーアンドディスティラリー（廿日市市桜尾）
- 一代（いちだい）

相原酒造（呉市仁方本町）
- 雨後の月（うごのつき）

小野酒造（山県郡北広島町蔵迫）
- 老亀（おいがめ）

藤岡酒造店（呉市音戸町）
- 音戸の瀬戸（おんどのせと）

賀茂泉酒造（東広島市西条上市町）
- 賀茂泉（かもいずみ）

賀茂鶴酒造（東広島市西条本町）
- 賀茂鶴（かもつる）

柄酒造（東広島市安芸津町）
- 関西一（かんさいいち）

北村醸造場（庄原市東城町）
- 菊文明（きくぶんめい）

藤高酒造（大竹市木野）
- 喜久娘（きくむすめ）

旭鳳酒造（広島市安佐北区）
- 旭鳳（きょくほう）

亀齡酒造（東広島市西条本町）
- 亀齡（きれい）

西條鶴醸造（東広島市西条本町）
- 西條鶴（さいじょうつる）
- 天保井水（てんぽういすい）
- 神髄（しんずい）
- 西鶴（さいかく）

金光酒造（東広島市黒瀬町）
- 桜吹雪（さくらふぶき）
- 賀茂金秀（かもきんしゅう）

川本酒造場（山県郡安芸太田町戸河内）
- 三段峡（さんだんきょう）

板岡酒造場（安芸高田市吉田町）
- 山陽愛泉（さんようあいせん）

山陽鶴酒造（東広島市西条岡町）
- 山陽鶴（さんようつる）

津田酒造（江田島市能美町）
- 島の香（しまのかおり）

吉源酒造場（尾道市三軒家町）
- 寿齢（じゅれい）

白石酒造（広島市安佐北区可部）
- 白瀧（しらたき）

高橋酒造（福山市加茂町）
- 深山（しんざん）

三輪酒造（神石郡神石高原町油木）
- 神雷（しんらい）

山岡酒造（三次市甲奴町）
- 瑞冠（ずいかん）

酔心山根本店（三原市東町）
- 酔心（すいしん）

中野光次郎本店（呉市吉浦中町）
- 水龍（すいりゅう）

中尾醸造（竹原市中央）
- 誠鏡（せいきょう）

三宅本店（呉市本通）
- 千福（せんぷく）

馬上酒造場（安芸郡熊野町）
- 大号令（だいごうれい）

高野山酒造（庄原市高野町）
- 高野山天龍（たかのやまてんりゅう）

竹鶴酒造（竹原市本町）
- 竹鶴（たけつる）

生熊酒造（庄原市東城町）
- 超群（ちょうぐん）

柄商店（東広島市安芸津町）
- つちや

天寶一（福山市神辺町）
- 天寶一（てんぽういち）

江田島銘醸（江田島市江田島町）
- 同期の桜（どうきのさくら）

入江豊三郎本店（福山市鞆町）
- トモエ

盛川酒造（呉市安浦町）
- 白鴻（はくこう）

白天龍酒造場（呉市警固屋）
- 白天龍（はくてんりゅう）

白牡丹酒造（東広島市西条本町）
- 白牡丹（はくぼたん）

榎酒造（呉市音戸町）
- 華鳩（はなはと）

花酔酒造（庄原市総領町）
- 花酔（はなよい）

久保田酒造（広島市安佐北区可部）
- 菱正宗（ひしまさむね）

比婆美人酒造（庄原市三日市町）
- 比婆美人（ひばびじん）

今田酒造本店（東広島市安芸津町）
- 富久長（ふくちょう）

福美人酒造（東広島市西条本町）
- 福美人（ふくびじん）

福六酒造（三次市吉舎町）
- 福六（ふくろく）

相原本店（呉市仁方本町）
- 不二寿（ふじことぶき）

田熊酒造（大竹市元町）
- 宝永鶴（ほうえいづる）

宝剣酒造（呉市仁方本町）
- 宝剣（ほうけん）

藤井酒造（株）（竹原市本町）
- 宝寿（ほうじゅ）
- 龍勢（りゅうせい）
- 夜の帝王（よるのていおう）
- 三人文殊（さんにんもんじゅ）

原本店（広島市中区白島九軒町）
- 蓬莱鶴（ほうらいつる）

梅田酒造場（広島市安芸区船越）
- 本州一（ほんしゅういち）

林酒造（呉市倉橋町）
- 三谷春（みたにはる）

佐藤酒造（呉市中央）
- 満潮（みちしお）

岡本亀太郎本店（福山市鞆町）
- ミツボシ

八谷酒造（庄原市峰田町）
- 峰仙人（みねせんにん）

美の鶴酒造（福山市神辺町）
- 美の鶴（みのつる）

小泉本店（広島市西区草津東）
- 御幸（みゆき）

アシードブリュー（福山市箕島町）
- 三吉正宗（みよしまさむね）

美和桜酒造（三次市三和町）
- 美和桜（みわさくら）

向原酒造（安芸高田市向原町）
- 向井桜（むかいざくら）

上杉酒造（山県郡北広島町）
- 八重の露（やえのつゆ）

八幡川酒造（広島市佐伯区八幡）
- 八幡川（やはたかわ）

### 山口県
一〇酒造（萩市）
- 一〇正宗（いちまるまさむね）

八百新酒造（岩国市）
- 雁木（がんぎ）

村重酒造（岩国市）
- 金冠黒松（きんかんくろまつ）

酒井酒造（岩国市）
- 五橋（ごきょう）

金光酒造（山口市）
- 山頭火（さんとうか）

中村酒造（萩市）
- 宝船（たからぶね）

永山本家酒造場（宇部市）
- 貴（たか）

旭酒造（岩国市）
- 獺祭（だっさい）

岡崎酒造場（萩市）
- 長門峡（ちょうもんきょう）

岩崎酒造（萩市）
- 長陽福娘（ちょうようふくむすめ）

澄川酒造場（萩市）
- 東洋美人（とうようびじん）

下関酒造（下関市）
- 関娘（せきむすめ）

### 徳島県
（有）太閤酒造場（阿波市）
- 瓢太閤（ひさごたいこう）
- 辛口新酒（からくちしんしゅ）
- 我流（がりゅう）
- 錦竜水（きんりょうすい）

仕込み吟醸 瓢太閤
（株）本家松浦酒造場（鳴門市）
- 鳴門鯛（なるとたい）

三芳菊酒造（株）（三好市）
- 三芳菊（みよしきく）

芳水酒造（有）（三好市）
- 芳水（ほうすい）

津乃峰酒造（株）（阿南市）
- 津乃峰（つのみね）

吉本醸造（株）（徳島市）
- 南国一（なんごくいち）

（有）斎藤酒造場（徳島市）
- 御殿桜（ごてんさくら）

近清酒造（阿南市）
- 入鶴（いりづる）

花乃春酒造（鳴門市）
- 花乃春（はなのはる）

（名）中和商店（三好市）
- 今小町（いまこまち）

（株）勢玉（徳島市）
- 勢玉（せいぎょく）

（株）近藤松太郎商店（徳島市）
- 旭牡丹（あさひぼたん）

名西酒造（株）（神山町）
- 白妙（しろたえ）

（有）定作酒類醸造場（勝浦町）
- 桂華（けいか）

吉田酒造（株）（徳島市）
- 蘭玉（らんぎょく）

那賀酒造（有）（那賀町）
- 旭若松（あさひわかまつ）

三拍子酒造（株）（鳴門市）
- 三拍子（さんびょうし）

鳴門酒造（株）（鳴門市）
- 円滑（えんかつ）

（株）木内本店（藍住町）
- 雲井橘（くもいたちばな）

徳島金長（株）（上板町）
- 四国三郎（しこくさぶろう）

鳴門酒造協同組合（鳴門市）
- 大鳴門（おおなると）

伊勢酒造（有）（吉野川市）
- 四国鶴（しこくづる）

大賀酒造（資）（美馬市）
- 富士の雪（ふじのゆき）

明星酒造（有）（美馬市）
- 阿波鶴（あわづる）

四宮酒造（有）（美馬市）
- 剣鯛（つるぎだい）

阿川酒造（有）（つるぎ町）
- 齢の友（よわいのとも）

司菊酒造（株）（美馬市）
- 司菊（つかさぎく）

矢川酒造（株）（三好市）
- 笹緑（ささみどり）

可楽智酒造（株）（東みよし町）
- 可楽智（からくち）

（株）高鉾建設 酒販事業部（上勝町）
- 上勝の棚田米と湧き水と負けん気でこっしゃえた

米焼酎
純米吟醸原酒

### 香川県
綾菊酒造（綾歌郡綾川町）
- 綾菊（あやきく）

川鶴酒造（観音寺市）
- 川鶴（かわつる）

有限会社 丸尾本店（琴平町）
- 悦凱陣（よろこびがいじん）

西野金陵酒造（高松市）
- 金陵（きんりょう）

岡田酒造（丸亀市）
- さぬきのにごり酒（さぬきのにごりざけ）

森国酒造（小豆郡小豆島町）2005年に35年ぶりに小豆島に誕生した酒蔵。同年廃業した池田酒造の元社長が創立した。2019年4月に破産手続き開始。
- 森（もり）
- 田の神（たのかみ）
- 風画（ふうが）
- 酒翁（しゅおう）
- ふわふわ（ふわふわ）
- ふふふ（ふふふ）
- うとうと（うとうと）
- びびび（びびび）

### 愛媛県
梅錦山川（四国中央市）
- 梅錦（うめにしき）

篠永酒造（四国中央市）
- 森の翠（もりのみどり）

協和酒造（伊予郡砥部町）
- 初雪盃（はつゆきはい）

徳本酒造合名会社（伊予市）
- 初鷹（はつたか）
- 五色姫（ごしきひめ）

武田酒造（西条市）
- 日本心（やまとごころ）
- 助六（すけろく）
- なでしこ（なでしこ）
- プラス嗜好（ぷらすしこう）
- 伊方杜氏の誌（いかたとうじのうた）
- 瑠璃（るり）

西本酒造（宇和島市）
- 大番（おおばん）
- え（え）
- 虎の尾（とらのお）

千代の亀酒造（喜多郡内子町）
- 銀河鉄道（ぎんがてつどう）
- 秘蔵しずく酒（ひぞうしずくしゅ）

### 高知県
司牡丹酒造（高岡郡佐川町）
- 司牡丹（つかさぼたん）

土佐鶴酒造（安芸郡安田町）
- 土佐鶴（とさつる）
- azure（あじゅーる）
- 土佐宇宙酒（とさうちゅうしゅ）

酔鯨酒造（高知市）
- 酔鯨（すいげい）
- 山内家ゆかりの酒（やまうちけゆかりのさけ）

亀泉酒造（土佐市）
- 亀泉（かめいずみ）
- 酒家長春萬寿亀泉（しゅかちょうしゅんまんじゅ かめいずみ）
- 土佐のいごっそう（とさのいごっそう）
- デリッ酒（でりっしゅ）

濱川商店（安芸郡田野町）
- 美丈夫（びじょうふ）
- 濱乃鶴（はまのつる）
- 慎太郎（しんたろう）

南酒造場（安芸郡安田町）
- 南（みなみ）

菊水酒造（安芸市）
- 菊水（きくすい）
- 四万十川（しまんとがわ）
- 龍馬（りょうま）

有光酒造場（安芸市）
- 安芸虎（あきとら）
- 赤野（あかの）
- 玉川（たまがわ）

仙頭酒造場（安芸郡芸西村）
- しらぎく（しらぎく）

高木酒造（香南市）
- 豊の梅（とよのうめ）

アリサワ（香美市）
- 文佳人（ぶんかじん）
- 鳴子舞（なるこまい）
- 鏡野（かがみの）

松尾酒造（香美市）
- 松翁（まつおきな）
- 土陽正宗（どようまさむね）
- 山田太鼓（やまだだいこ）

高知酒造（吾川郡いの町）
- 瀧嵐（たきあらし）

西岡酒造店（高岡郡中土佐町）
- 純平（じゅんぺい）
- 雪柳（ゆきやなぎ）
- 大飲み村（おおのみむら）
- 久礼（くれ）
- 土佐一（とさいち）

文本酒造（高岡郡四万十町）
- 桃太郎（ももたろう）
- フレッシュ入駒

無手無冠（高岡郡四万十町）
- 無手無冠（むてむか）
- 千代登（ちよのぼり）
- 火詰五番（ひづめごばん）
- だれやすけ（だれやすけ）
- 生三番（なまさんばん）
- 鬼辛（おにから）

### 福岡県
旭菊酒造（久留米市）
- 旭菊（あさひぎく）

旭松酒造（八女市）
- 旭松（あさひまつ）

江頭酒造（大牟田市）
- 旭盛（あさひもり）

綾杉酒造場（福岡市南区）
- 綾杉（あやすぎ）

池田屋（みやま市）
- 池泉（いけいずみ）

いそのさわ（うきは市）
- 磯乃澤（いそのさわ）

梅ヶ谷酒造（嘉麻市）
- 梅ヶ谷（うめがたに）

伊豆本店（宗像市）
- 亀の尾（かめのお）

玉の井酒造（嘉麻市）
- 寒北斗（かんほくと）

菊美人酒造（みやま市）
- 菊美人（きくびじん）

喜多屋（八女市）
- 喜多屋（きたや）
- 寒山水（かんさんすい）

林平作酒造（京都郡みやこ町）
- 九州菊（くすぎく）

株式会社篠崎（朝倉市）
- 国菊（くにぎく）

清力酒造（大川市）
- 蔵談義（くらだんぎ）

杜の蔵（久留米市）
- 黒田城 大手門（くろだじょう おおてもん）

大里酒造（嘉麻市）
- 黒田武士（くろだぶし）

薫仙（嘉麻市）
- 薫仙（くんせん）

高橋商店（八女市）
- 繁桝（しげます）

石蔵酒造（福岡市博多区）
- 如水（じょすい）

白糸酒造（糸島市）
- 白糸（しらいと）

よろずや酒造（田川郡添田町）
- 酒仙の泉（しゅせんのいずみ）

浜地酒造（福岡市西区）
- 杉能舎（すぎのや）

園乃蝶酒造（みやま市）
- 園乃蝶（そののちょう）

翁酒造（古賀市）
- 大観（たいかん）

鷹正宗（久留米市）
- 鷹正宗（たかまさむね）

大賀酒造（筑紫野市）
- 玉出泉（たまでいずみ）

玉水酒造（みやま市）
- 玉水（たまみず）

筑紫の誉酒造（久留米市）
- 筑紫の誉（ちくしのほまれ）

千年乃松酒造（久留米市）
- 千年乃松（ちとせのまつ）

野田酒造（みやま市）
- 千代錦（ちよにしき）

森山酒造（小郡市）
- 月の桂（つきのかつら）

溝上酒造（北九州市八幡東区）
- 天心（てんしん）

豊村酒造（福津市）
- 豊盛（とよさかり）

戸渡酒造（田川郡添田町）
- 豊駒（とよこま）

勝屋酒造（宗像市）
- 楢の露（ならのつゆ）

光酒造（糟屋郡粕屋町）
- 西の蔵（にしのくら）

山口酒造場（久留米市）
- 庭のうぐいす（にわのうぐいす）

花関酒造（太宰府市）
- 花の関（はなのせき）

冨安本家酒造（久留米市）
- 花の露（はなのつゆ）

福島酒造（八女市）
- 花宗（はなむね）

小林酒造本店（糟屋郡宇美町）
- 萬代（ばんだい）

比翼鶴酒造（久留米市）
- 比翼鶴（ひよくつる）

飛龍酒造（三井郡大刀洗町）
- 飛龍（ひりゅう）

石井産業（宮若市）
- 富久鶴（ふくつる）

福徳長酒類（久留米市）
- 福徳長（ふくとくちょう）

後藤酒造場（八女市）
- 藤娘（ふじむすめ）

山口（久留米市）
- 万作（まんさく）

萬年亀酒造（久留米市）
- 萬年亀（まんねんかめ）

井上（三井郡大刀洗町）
- 三井の寿（みいのことぶき）

瑞穂菊酒造（飯塚市）
- 瑞穂菊（みずほぎく）

無法松酒造（北九州市小倉南区）
- 無法松（むほうまつ）

有薫酒造（久留米市）
- 有薫（ゆうくん）

若竹屋酒造場（久留米市）
- 若竹屋（わかたけや）

若波酒造（大川市）
- 若波（わかなみ）

### 佐賀県
峰松酒造場（鹿島市）
- 菊王将（きくおうしょう）
- 肥前浜宿（ひぜんはましゅく）

光武酒造場（鹿島市）
- 金波（きんぱ）
- 光武（みつたけ）

幸姫酒造（鹿島市）
- 幸姫（さちひめ）

矢野酒造（鹿島市）
- 竹の園（たけのその）
- 肥前蔵心（ひぜんくらごころ）
- おまち売りの少女 （おまちうりのしょうじょ）

富久千代酒造（鹿島市）
- 鍋島（なべしま）
- 富久千代（ふくちよ）

馬場酒造場（鹿島市）
- 能古見（のごみ）
- 芳薫 （ほうくん）

古伊万里酒造（伊万里市）
- 古伊万里（こいまり）
- 古伊万里 前（こいまり さき）

松浦一酒造（伊万里市）
- 松浦一（まつうらいち）
- いすい（いすい）
- 三酔（さんすい）
- 誠（まこと）

川浪酒造（伊万里市）
- 富士の雪（ふじのゆき）

宗政酒造（伊万里市）
- 宗政（むねまさ）

樋渡酒造場（伊万里市）
- 万里長（まりちょう）

田中酒造合名会社（伊万里市）
- 弓取（ゆみとり）

大和酒造（佐賀市）
- 肥前杜氏（ひぜんとうじ）
- あかかべ（あかかべ）
- 窓の月（まどのつき）
- 佐賀の穣
- しめ縄（しめなわ）
- 春の海（はるのうみ）
- 芙蓉（ふよう）

小柳酒造（小城市）
- 高砂（たかさご）
- 金漿（きんしょう）

天山酒造（小城市）
- 天山（てんざん）
- 七田（しちだ）
- 純天山 （じゅんてんざん）
- 岩の蔵 （いわのくら）

光栄菊酒造（小城市）
- 光栄菊（こうえいぎく）

鳴滝酒造（唐津市）
- 聚楽太閤（じゅらくたいこう）

小松酒造（唐津市）
- 万齢（まんれい）

井手酒造（嬉野市）
- 虎之児（とらのこ）

瀬頭酒造（嬉野市）
- 東長（あづまちょう）

五町田酒造（嬉野市）
- 東一（あづまいち）

中島酒造（杵島郡江北町）
- 不老長寿（ふろうちょうじゅ）

吉武酒造（佐賀市）
- 御宴（ぎょえん）

中島酵一酒造（佐賀市）
- 本家アカカベ（ほんけあかかべ）

佐嘉酒造（佐賀市）
- 窓乃梅（まどのうめ）
- 八代 文左衛門（はちだい ぶんざえもん）

天吹酒造（三養基郡みやき町）
- 天吹（あまぶき）
- 日下無双（ひのしたむそう）
- 風神蔵（ふうじんぐら）

基山商店（三養基郡基山町）
- 基峰鶴（きほうつる）

松尾酒造場（西松浦郡有田町）
- 宮の松（みやのまつ）

東鶴酒造（多久市）
- 東鶴（あづまつる）

### 長崎県
河内酒造（対馬市）
- 白嶽（しらたけ）

福田酒造（平戸市）
- 福鶴（ふくつる）
- 磨法の泉（まほうのいずみ）
- 長崎美人（ながさきびじん）
- 長崎丸山（ながさきまるやま）
- ギヤマン（ぎやまん）
- 冷水岳（ひやみずだけ）

杵の川酒造（諫早市）
- 杵の川（きのかわ）
- 黎明（れいめい）
- 恵美福（えみふく）
- 長崎奉行（ながさきぶぎょう）
- 丁子屋（ちょうじや）
- ほの香（ほのか）
- 雲仙（うんぜん）
- 出島の夢（でじまのゆめ）
- 夢きらめき（ゆめきらめき）
- 長崎阿蘭陀物語（ながさきおらんだものがたり）
- 呉竹（くれたけ）
- 純忠公（すみただこう）
- ささめ雪（ささめゆき）
- 太陽ささめ雪（たいようささめゆき）
- 祝えびす

加藤酒造場（島原市）
- あさひ登（あさひのぼる）

### 熊本県
（株）熊本県酒造研究所（熊本市）協会9号酵母発祥の蔵
- 香露（こうろ）

瑞鷹（株）（熊本市）
- 瑞鷹（ずいよう）

（株）美少年（菊池市）
- 美少年（びしょうねん）
- 宵美人（よいびじん）

千代の園酒造（株）（山鹿市）
- 千代の園（ちよのその）
- 朱盃（しゅはい）

亀萬酒造（資）（葦北郡津奈木町）
- 亀萬（かめまん）

### 大分県
倉光酒造（大分市）
・倉光（そうこう）
老松酒造（日田市）
- 黒鬼

クンチョウ酒造（日田市）
- 薫長（くんちょう）
- 遊然（ゆうぜん）

萱島酒造（国東市）
- 西の関（にしのせき）

小掠酒造（おぐらしゅぞう）（佐伯市）
- 弥生（やよい）
- ととろのお酒（ととろのおさけ）

小松酒造場（宇佐市）
- 豊潤（ほうじゅん）
- 勲の松（いさおのまつ）

三和酒類（宇佐市）
- 福貴野（ふきの）
- 和香牡丹（わかぼたん）

久家本店（臼杵市）
- 一の井手（いちのいで）
- 幸の一滴（しずく）

八鹿酒造（九重町）
- 八鹿（やつしか）
- ゆふいんの森（ゆふいんのもり）

### 宮崎県
雲海酒造（株）（宮崎市）
- 綾錦（あやにしき）

千徳酒造（株）（延岡市）
- 千徳（せんとく）
- 日向桜（ひゅうがざくら）

### 鹿児島県
濵田酒造（いちき串木野市）
- 薩州正宗（さっしゅうまさむね）

### 沖縄県
泰石酒造（うるま市）
- 黎明（れいめい）

### 海外
SakéOne（アメリカ・オレゴン州フォレストグローブ）
- Momokawa（ももかわ）
- Moonstone（むーんすとーん）
- G（じー）
  - 青森県の「桃川」の技術協力を受けている

Sun Masamune Pty Limited（サン・マサムネ）（オーストラリア・ニューサウスウェールズ州ペンリス）
- Go-Shu（豪酒）（ごーしゅ）
  - 小西酒造が出資する